# FC Barcelona
Der Futbol Club Barcelona ist ein Sportverein aus der spanischen Stadt Barcelona. Der auch nur mit der Kurzform Barça [ˈbaɾsə] bezeichnete Verein spielt seit 1929 mit seinem ersten Profifußballteam der Männer in der Primera División.
Der Klub wurde 1899 als Football Club Barcelona von einer Gruppe um den Schweizer Joan Gamper gegründet und entwickelte sich insbesondere unter der Franco-Diktatur zu einem Symbol der kulturellen Identität Kataloniens und des Katalanismus. Aus dem Konflikt der nach Unabhängigkeit strebenden Katalanen mit dem spanischen Zentralstaat, der sich seinerzeit verstärkt im Sport manifestierte, resultiert eine bis heute andauernde Rivalität mit dem Hauptstadtklub Real Madrid.
Das Aufeinandertreffen der beiden Vereine ist als El Clásico bekannt und gilt als eine der bedeutendsten Fußballpaarungen der Welt. Getreu seinem Vereinsmotto Més que un club („Mehr als ein Verein“) führt der FC Barcelona diese Symbolik bis heute fort und pflegt im 21. Jahrhundert sein Image durch soziales Engagement.
In Spanien ist der Verein Rekordpokalsieger und der Klub mit den zweitmeisten nationalen Meistertiteln. Auf europäischer Vereinsebene verzeichnete der FC Barcelona 1992 mit dem erstmaligen Gewinn des Europapokals der Landesmeister (heute: UEFA Champions League) seinen bis dahin größten Erfolg. Zuvor war der Verein dreimal im Europapokal der Pokalsieger erfolgreich gewesen. Seitdem gewann der Klub den wichtigsten europäischen Vereinspokal vier weitere Male.
2009 erzielten die Katalanen als erster spanischer Verein das sogenannte Triple, das den Gewinn der spanischen Meisterschaft, des spanischen Pokals (Copa del Rey) und die UEFA Champions League umfasst. Wenige Monate später gewann der FC Barcelona auch den UEFA Super Cup, den spanischen Superpokal (Supercopa de España) sowie die FIFA-Klub-Weltmeisterschaft und war dadurch der erste Fußballklub, der sechs Titel in einem Jahr gewann. 2015 war der FC Barcelona auch der erste spanische Verein, der das Triple zum zweiten Mal errungen hat.
Der Klub ist als gemeinnütziger Verein organisiert und mit rund 143.450 Mitgliedern ist er der neuntgrößte Sportverein der Welt. Er ist für seine produktive Jugendarbeit bekannt, durch die von früh auf das offensive Kurzpassspiel  Tiki-Taka gefördert wird. Zudem besitzt der FC Barcelona mit dem Camp Nou das größte Fußballstadion Europas.
Zum Verein gehören auch andere Profi-Sportsektionen, namentlich Handball, Basketball, Futsal und Rollhockey. Zudem existieren unter anderem noch Sportabteilungen in Eishockey, Baseball, Rugby, Volleyball und Leichtathletik. Die Handballabteilung ist mit zwölf Titeln in der EHF Champions League die erfolgreichste Mannschaft auf europäischer Klubebene. Die Basketballer gewannen 2003 und 2010 die EuroLeague, den höchsten Titel im europäischen Basketball.

## Geschichte

### Die Gründung (1899–1908)

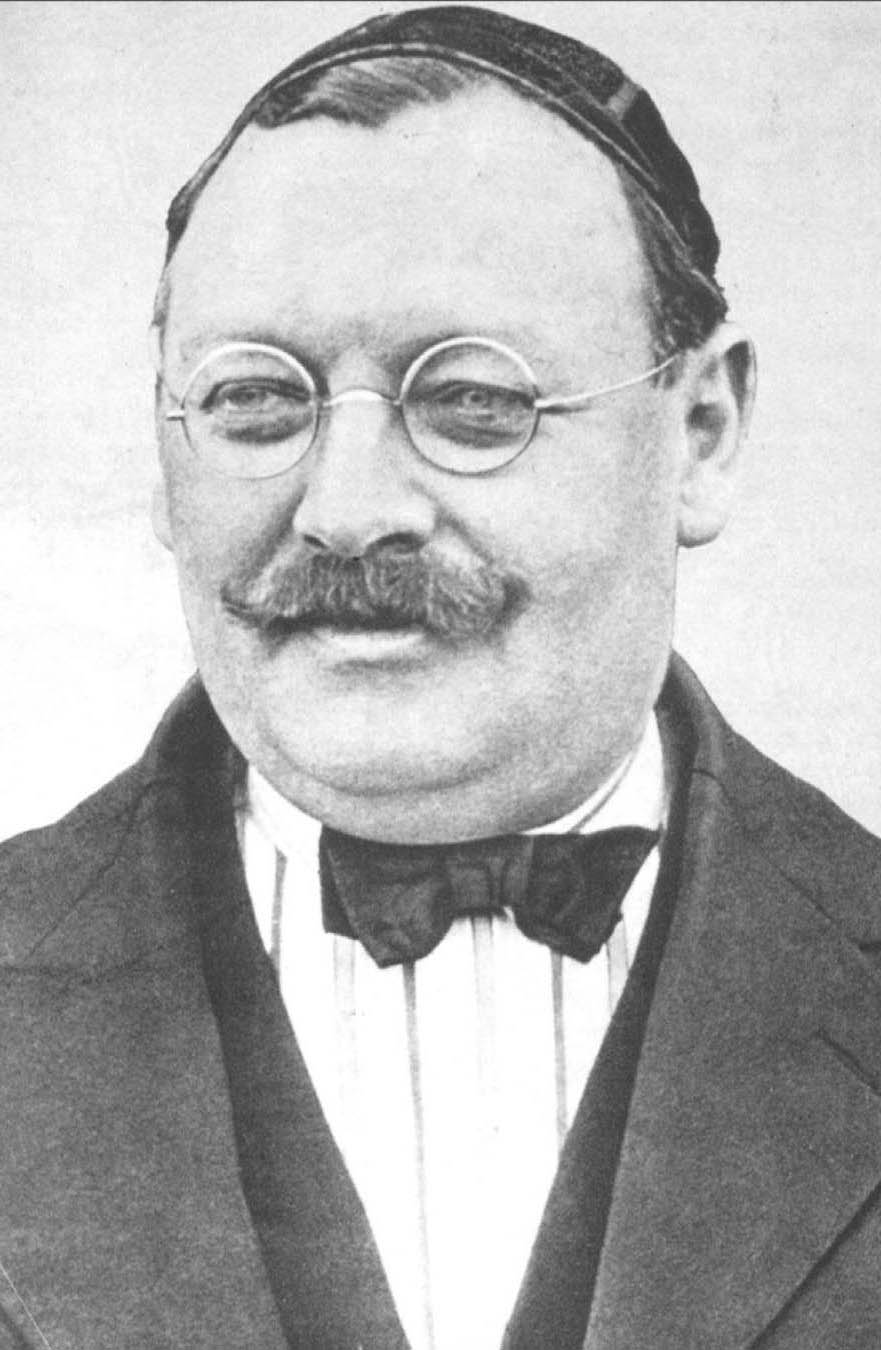
Joan Gamper, Gründer und fünfmaliger Präsident, sicherte mehrfach die Existenz des Vereins

„Unser Freund und Partner, Hr. Kans Kamper, von der Fußballsektion der «Sociedad Los Deportes» und früherer Schweizer Meister, sich wünschend in Barcelona einige Spiele zu organisieren, erbittet jeden, der diesen Sport mag, ihn zu kontaktieren, dienstags oder freitags von 9 bis 11 Uhr abends in sein Büro zu kommen.“

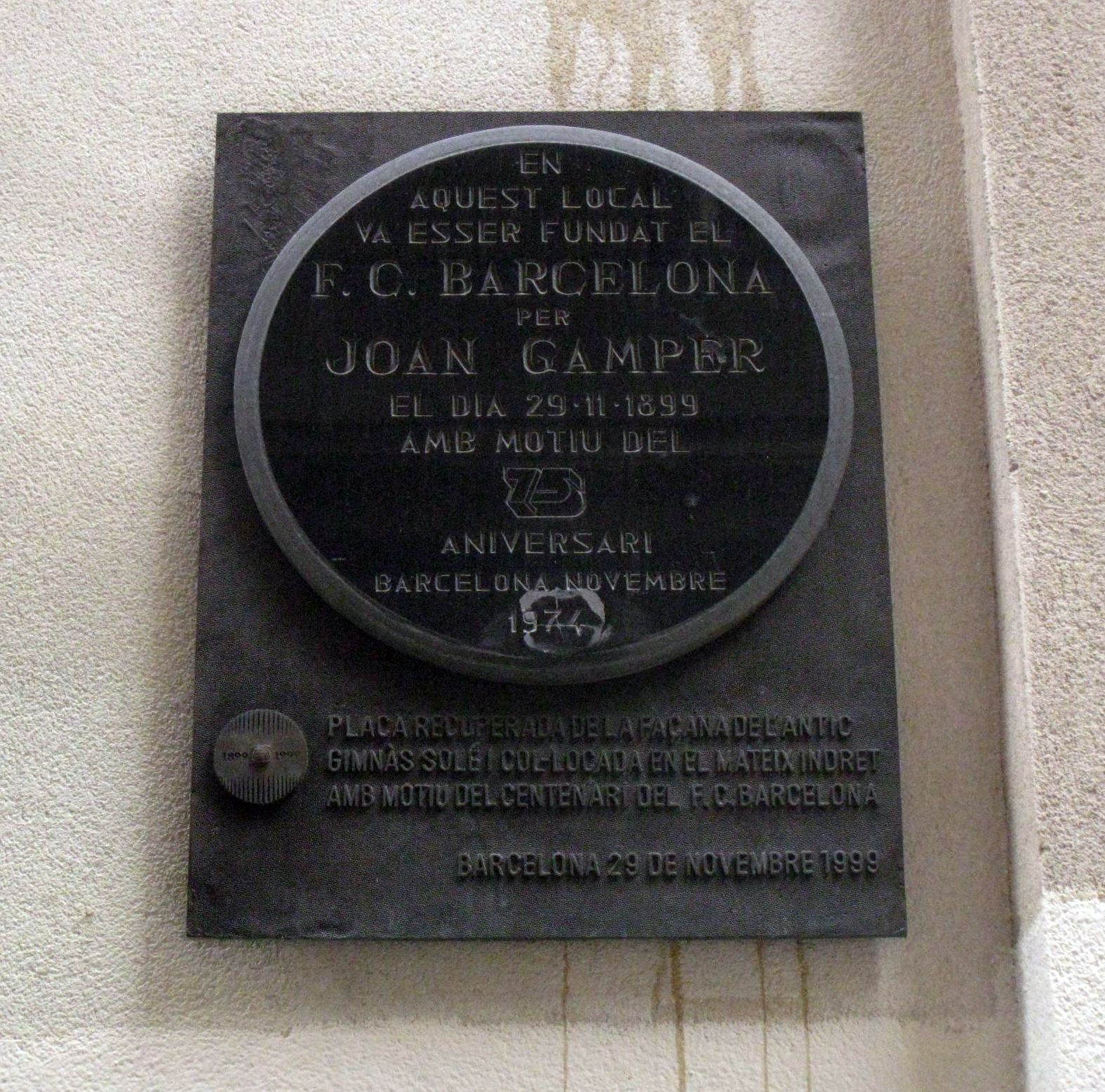
Gedenktafel am Gründungsort

Am Anfang stand eine schlichte Kleinanzeige in der vom Schweizer Joan Gamper gegründeten Zeitschrift Los Deportes. Der 22-Jährige wollte in Spanien einen Fußballverein gründen, der anders als die wenigen dort existierenden katalanischen Fußballklubs auch Ausländer aufnimmt. Interessenten wurden gebeten, sich in der Redaktion zu melden. Die darauf folgenden Treffen führten am 29. November 1899 zur Gründung des Football Club Barcelona. Die englische Bezeichnung unterstrich die anglophile Haltung der Gründungsmitglieder, von denen über die Hälfte Ausländer und Protestanten waren.
Zum ersten Präsidenten wurde der Schweizer Walter Wild gewählt, zum ersten Kapitän der Vereinsgründer Gamper. Sein erstes Spiel bestritt der FC Barcelona am 8. Dezember 1899 gegen eine Auswahl ortsansässiger Engländer im Velòdrom de la Bonanova. Barcelona verlor mit 0:1 durch das Tor des englischen Barcelona-Spielers Arthur Witty, der bei seinen Landsleuten antrat, damit beide Mannschaften mit zehn Spielern auflaufen konnten.
Im Jahr 1900 wurde die erste katalanische Meisterschaft unter dem Namen Copa Macaya ausgetragen. Dabei belegte Barcelona hinter Hispània AC den zweiten Platz. Ein Jahr später gewann der Verein in diesem Wettbewerb seinen ersten Titel.
Mit dem Einzug ins Finale des ersten spanischen Pokals im Jahr 1902, bei dem Barça dem baskischen Team Vizcaya de Bilbao mit 1:2 unterlag, entwickelte sich der FC Barcelona frühzeitig zu einem der besten spanischen Klubs. Davor hatte es am 13. Mai 1902 das erste Aufeinandertreffen mit Real Madrid gegeben in der Copa de la Coronación (Krönungspokal Alfons XIII.), einem Vorgängerwettbewerb der Copa del Rey. Der FC Barcelona, damals bereits mit sechs Ausländern (darunter Udo Steinberg) in seinen Reihen, konnte das gerade erst gegründete Real Madrid, damals noch unter dem Namen Madrid Foot-Ball Club, in der spanischen Hauptstadt mit 3:1 schlagen. Der Deutsche Udo Steinberg erzielte die ersten beiden Treffer für Barcelona und ist somit der erste Torschütze des El Clásico.
1908 kam es zu einer ersten existenzbedrohenden sportlichen und finanziellen Krise. Barcelona hatte seit dem Gewinn der katalanischen Meisterschaft im Jahr 1905 keinen Titel mehr errungen und stand kurz vor dem Bankrott. Viele Mitglieder hatten den Verein verlassen, lediglich 38 gehörten ihm noch an. Vicenç Reig gab nach 22 Tagen sein Präsidentenamt auf und erklärte den Klub in seiner Abschiedsrede für praktisch tot.

### Die Blütezeit (1908–1929)
Als Retter des Klubs erwies sich Joan Gamper, der sich inzwischen entsprechend der katalanischen Namensform Joan Gamper nannte und nun erstmals als Präsident des Klubs fungierte. Gamper war in den vorhergehenden Jahren mehr und mehr zu einem Anhänger des Katalanismus geworden. Dieser Umstand führte ihn wieder zum FC Barcelona zurück, von dem er sich zwischenzeitlich wegen der zunehmenden Katholisierung des Vereins entfernt hatte. Während Gampers erster von fünf Amtszeiten erhielt Barça sein erstes eigenes Stadion, das Camp del Carrer Indústria, in dem die Mannschaft ab 1909 spielte. Nach knapp einem Jahr gab Gamper sein Präsidentenamt aus beruflichen Gründen ab und hinterließ einen sportlich gefestigten Verein, der daraufhin zwischen 1909 und 1911 dreimal in Folge katalanischer Meister wurde.

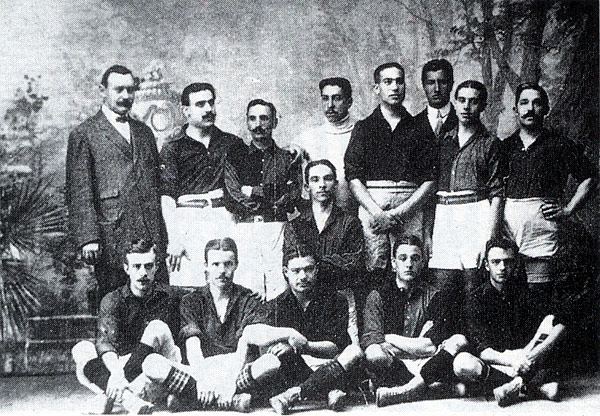
Die Meistermannschaft des FC Barcelona im Jahr 1910

1910 übernahm Gamper zum zweiten Mal das Präsidentenamt. Im Jahr zuvor war mit der Gründung der FECF, der ersten nationalen Fußballföderation, der Grundstein zur Austragung der ersten spanischen Meisterschaft gelegt worden. Dabei wurde die bereits in den Vorjahren als Einladungsturnier ausgetragene Copa del Rey aufgrund der Gründung des Verbands für das Jahr 1910 zur ersten Meisterschaft erklärt. Neben Barcelona nahmen nur zwei weitere Mannschaften teil und spielten in der Hauptstadt Madrid gegeneinander ein Rundenturnier. Nachdem sowohl der FC Barcelona als auch Español de Madrid gegen Deportivo La Coruña gewonnen hatten, kam es zum Aufeinandertreffen der beiden Rivalen im letzten Spiel. Zur Pause führte der Club aus Madrid mit 2:0, ehe Barcelona das Spiel in der zweiten Halbzeit drehte und durch einen 3:2-Sieg die erste spanische Meisterschaft gewann. Mit Gründung der Primera División wurden 1929 die bisherigen Copa del Reys jedoch nachträglich als spanischer Pokalsieg gewertet.
Von 1911 bis 1914 ging der FC Barcelona vier Mal in Serie als Sieger aus dem Pyrenäen-Cup, einem der ersten internationalen Fußballturniere, hervor. Im Jahr 1912 debütierte der 15-jährige philippinische Stürmer Paulino Alcántara, dessen 369 Tore für den FC Barcelona bis 2014 den Vereinsrekord bedeuteten. Bei seinem ersten Spiel im Rahmen der katalanischen Meisterschaft erzielte der für seine Schusskraft bekannte Stürmer drei Treffer. In den darauffolgenden vier Jahren gewann der Klub je zweimal die katalanische Meisterschaft und die Copa del Rey. 1917 bekam der FC Barcelona mit dem Engländer John Barrow seinen ersten Coach. Wenige Monate darauf übernahm Barrows Landsmann Jack Greenwell für sieben Jahre das Traineramt. Zwei Jahre später vollzog der FC Barcelona die Umwandlung zu einem Profi-Verein und nahm 1919 zwei Stars unter Vertrag. Zum einen wurde der 17-jährige Offensivspieler Josep Samitier verpflichtet, der aufgrund seiner Kreativität und seines Aktionsradius auch den Spitznamen El Mag (‚Der Magier‘) trug. Der zweite Neuzugang war der Torwart Ricardo Zamora, der aufgrund seiner Reaktionsschnelligkeit als einer der besten Torhüter seiner Zeit galt. Mit Greenwell als Trainer, den Spielern Alcántara, Samitier, Sagi-Barba und Zamora begann mit der Saison 1918/19 Barças Goldenes Jahrzehnt, in der das Team neunmal in der katalanischen Meisterschaft und fünfmal in der Copa del Rey triumphierte.

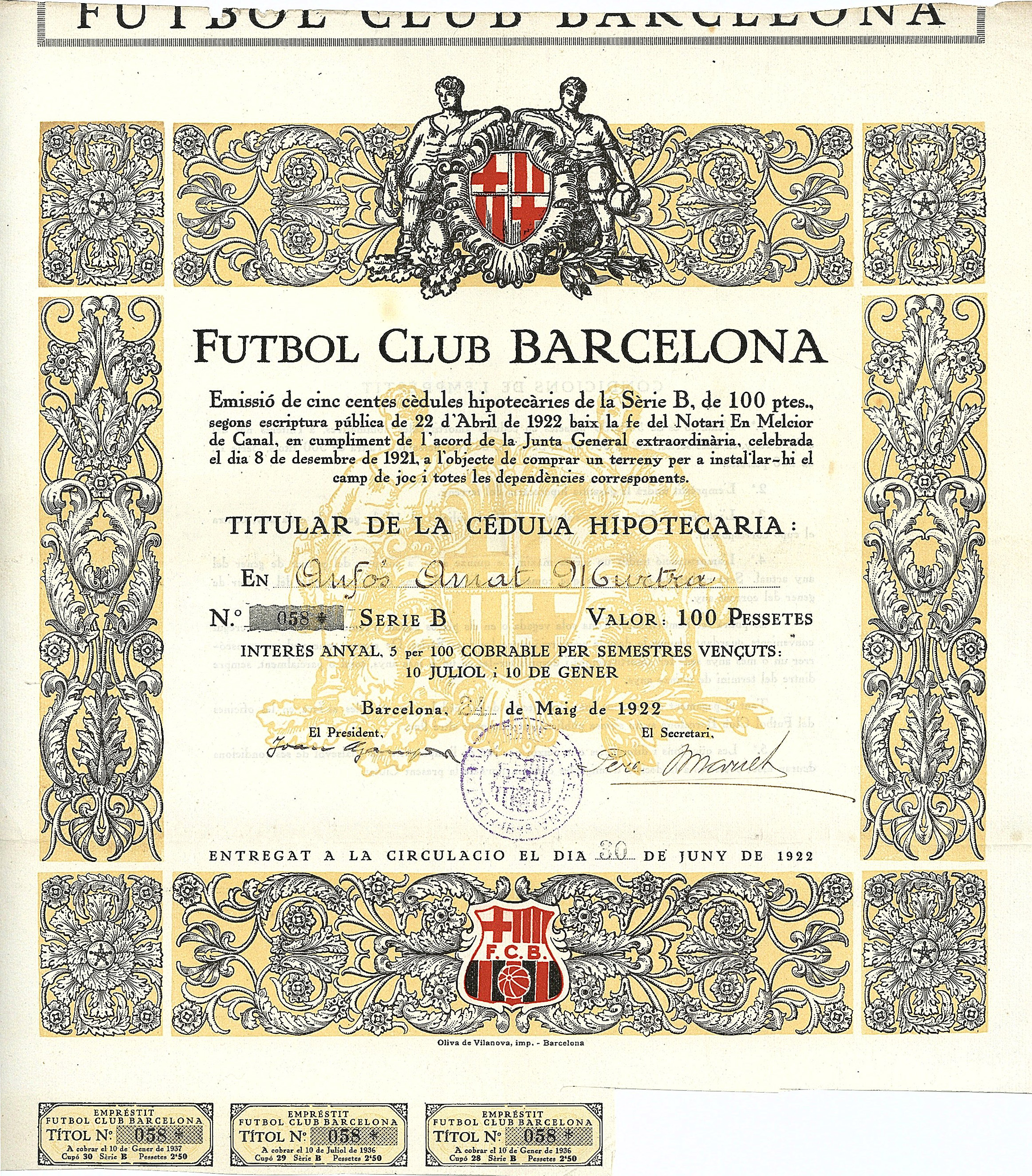
Hypothekenanleihe des Futbol Club Barcelona über 100 Peseten, ausgegeben am 24. Mai 1922 in Barcelona, als Präsident im Original unterschrieben von Joan Gamper

Während Gampers dritter Amtszeit (1917–1919) identifizierte sich der Verein mehr und mehr mit Katalonien. Der Klub führte vereinsintern Katalanisch als Sprache ein. Zudem katalanisierte der Verein am 23. Juli 1920 die erste Hälfte seines Vereinsnamens und hieß fortan Futbol Club Barcelona. Im Jahr 1921 steuerte Joan Gamper eine Million Peseten zum Bau eines neuen, 20.000 Zuschauer fassenden Stadions bei. Mit der Einweihung am 20. Mai 1922 wurde das Fußballstadion Camp de Les Corts zur neuen Heimstätte des FC Barcelona. Das Wachstum des Vereins in dieser Phase drückte sich auch in einem steigenden Zuspruch der Bevölkerung aus, sodass am Ende von Gampers fünfter und letzter Amtsperiode (1924–1925) der Klub 12.207 Mitglieder zählte.
In der Zeit der Militärdiktatur von General Miguel Primo de Rivera (1923–1930) wurde das Stadion Les Corts 1925 aufgrund eines Eklats während eines Freundschaftsspiels gegen eine englische Amateurauswahl für sechs Monate zwangsweise geschlossen. Vor Spielbeginn war erst die englische und dann die spanische Nationalhymne gespielt worden. Um den katalanischen Autonomiebestrebungen Ausdruck zu verleihen, stimmten die Zuschauer während der spanischen Hymne ein gellendes Pfeifkonzert an. Das Militärregime des Generals und Diktators Miguel Primo de Rivera ließ das Stadion daraufhin für sechs Monate schließen. Zudem wurde Joan Gamper als Vereinspräsident abgesetzt und es wurde ihm nahegelegt, das Land so schnell wie möglich zu verlassen.
1928 gewann der FC Barcelona nach drei Finalspielen gegen Real Sociedad San Sebastián die Copa del Rey. Den Erfolg hatte Barcelona vor allem dem ungarischen Keeper Ferenc Plattkó zu verdanken, dem der spanische Dichter Rafael Alberti daraufhin die Oda A Platko widmete. Im Jahr 1929 krönte Barcelona sein Goldenes Jahrzehnt mit dem Gewinn der erstmals ausgetragenen Primera División. Dank einer starken Rückrunde gewann der FC Barcelona die erste spanische Liga mit zwei Punkten Vorsprung vor Real Madrid.

### Unter dem Einfluss der Politik (1929–1944)
Auf die erfolgreichen 1920er Jahre folgte für den FC Barcelona eine Phase des Niedergangs. Obwohl der Klub weiterhin Spieler vom Schlage eines Josep Escolà oder eines Martí Ventolrà besaß, rückte der Sport aufgrund der politisch schwierigen Zeiten immer mehr in den Hintergrund. Barça sah sich Problemen auf wirtschaftlicher, politischer und sportlicher Ebene gegenübergestellt und die Mitgliederzahlen sanken stetig. 1932 wechselte der Fußballspieler Josep Samitier aufgrund interner Streitigkeiten zum Erzrivalen Real Madrid. In der Folge beendete Barça die spanische Liga bis einschließlich 1944 nie besser als mit dem dritten Platz, die Saison 1933/34 gar mit dem vorletzten Platz. Dabei hatte der Klub Glück, dass er aufgrund der Erweiterung der Liga auf zwölf Vereine nicht abstieg. Einzig in der 1938 letztmals ausgetragenen katalanischen Meisterschaft sammelte der Verein weiter Titel und erhöhte ab 1930 den Rekord um sechs weitere Titel. Im Jahr 1930 erschoss sich der in Depressionen verfallene Klubgründer Joan Gamper, nachdem er im Zuge der Weltwirtschaftskrise sein gesamtes Vermögen verloren hatte.

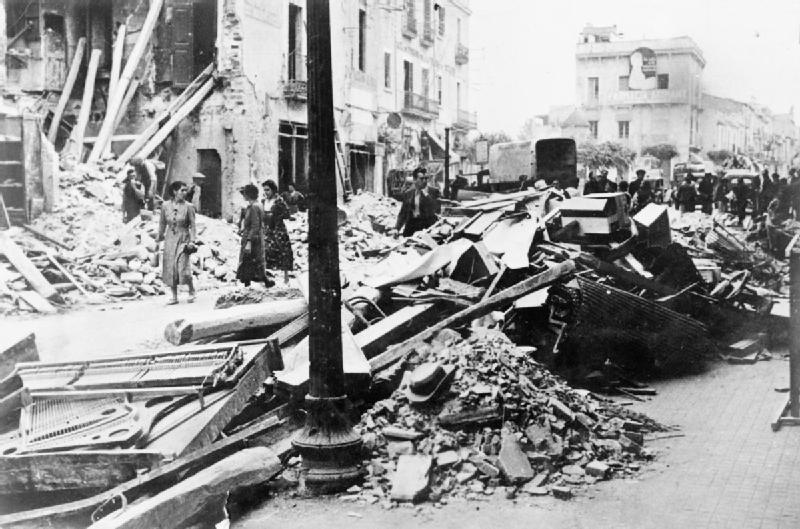
Durch den Spanischen Bürgerkrieg war die Existenz des Vereins bedroht

Als 1936 der Spanische Bürgerkrieg ausbrach, wurde die Austragung der spanischen Meisterschaft für insgesamt drei Jahre gestoppt. Im selben Jahr wurde Josep Sunyol als damaliger Vereinspräsident und Abgeordneter der separatistischen ERC von Truppen des späteren Diktators Francisco Franco standrechtlich erschossen. Die Zahl der Vereinsmitglieder sank beständig und betrug zu Beginn der Zeit des Franco-Regimes 3486. Der FC Barcelona stand praktisch vor dem Aus. Infolgedessen tourte die Mannschaft durch die USA und Mexiko, um den finanziellen Ruin abzuwenden. Mit den Erlösen aus Nordamerika wurde der Verein zwar wieder wirtschaftlich zahlungsfähig, im Anschluss an die Reise setzten sich jedoch fast Dreiviertel der Spieler vom Team ab und gingen nach Mexiko oder Frankreich ins Exil. Am 16. September 1938 wurde das Vereinsgelände von den Faschisten bombardiert. Wenige Monate später kam Franco an die Macht und war von da bestrebt, alle regionalen Autonomiebestrebungen zu unterdrücken.  Im März 1940 wurde mit Enrique Piñeyro Queralt ein Franco nahestehender Kollaborateur zum Präsidenten des FC Barcelona ernannt. Außerdem wurde das Klubwappen so modifiziert, dass die katalanische Flagge darin nicht mehr vorkam, und am 15. Januar 1941 der Vereinsname auf die spanische Variante Club de Fútbol Barcelona abgeändert. Das Stadion entwickelte sich indes zu einem Treffpunkt der Katalanen, an dem sie in der offiziell verbotenen katalanischen Sprache kommunizieren und über politische Themen diskutieren konnten.
In der republikanischen Zone spielten unterdessen 1936/37 acht Vereine aus Katalonien und der Region Valencia in der sog. Liga Mediterránea (Mittelmeerliga). Meister wurde der FC Barcelona, Pokalsieger UD Levante. 2007 beschloss der spanische Senat einstimmig, Levante nachträglich als spanischen Pokalsieger 1937 anzuerkennen. Diesen Beschluss lehnte der spanische Fußballverband zwei Jahre später jedoch ebenso ab wie den Vorstoß des FC Barcelona, nachträglich den spanischen Meistertitel von 1937 zu erhalten.
Mit der Spielzeit 1939/40 nahm die spanische Liga ihren Spielbetrieb wieder auf. Ein bis auf wenige Ausnahmen komplett neuformiertes FC Barcelona belegte in den ersten Saisons nach Ende des Bürgerkriegs Rang neun und vier. Die Saison 1941/42 beendete der FC Barcelona mit seiner bislang schlechtesten Ligaplatzierung. Nach einem zwölften Tabellenplatz sicherte sich das Team in den Relegationsspielen gegen Real Murcia den Klassenerhalt. Dafür gewann der FC Barcelona in dieser Saison erstmals seit 14 Jahren den spanischen Pokal. Eine Saison später traf der Titelverteidiger FC Barcelona im Halbfinale des spanischen Pokals, der ab 1939 Copa del Generalísimo hieß, auf Real Madrid. Barcelona gewann das Hinspiel mit 3:0. Das Rückspiel wurde zum Skandalspiel, Barcelona verlor mit 1:11 und wurde von der Staatssicherheit zum Weiterspielen gezwungen.

### Entstehung des Fünf-Pokale-Barça und des Camp Nou (1944–1961)
Das Jahr 1944 markiert eine Wende in der Geschichte des FC Barcelona: Der erste offizielle Fan-Club (Penya) entstand, um den Verein finanziell zu unterstützen, und die Anzahl der Mitglieder stieg wieder auf über 20.000 an. Trotz der schwierigen politischen Situation wurde Barcelona mit Josep Samitier als Trainer und Spielern wie César Rodríguez, Juan Zambudio Velasco und Mariano Martín in der Saison 1944/45 zum zweiten Mal in seiner Geschichte spanischer Meister. Es folgten zwei weitere nationale Meistertitel in den Jahren 1948 und 1949 sowie erstmals der Gewinn der Coupe Latine (1949), einem Vorläufer des Europapokals der Landesmeister.
Im Juni 1950 verpflichtete der FC Barcelona László Kubala. Der für seinen „strategischen Weitblick“ und sein „exzellentes Passspiel“ bekannte Offensivspieler erzielte nach César Rodríguez die zweitmeisten Pflichtspieltore für den Verein. 1999 wählten ihn die Barça-Fans zum besten Spieler der Klubgeschichte. Unter der Regie von Kubala – einem gebürtigen Ungarn, der im Laufe seiner Karriere für drei verschiedene Nationalmannschaften (Ungarn, Tschechoslowakei und Spanien) spielte – errang der FC Barcelona in der Saison 1951/52 nicht nur den Meistertitel, sondern gewann alle fünf Wettbewerbe, an denen der Verein teilnahm: Die spanische Meisterschaft, den spanischen Pokal, die Copa Latina, die Copa Eva Duarte und die Copa Martini & Rossi. Die Mannschaft dieser Saison, trainiert von Ferdinand Daučík, ist seither als das „Fünf-Pokale-Barça“ bekannt. Ein Jahr später verteidigten die Katalanen erfolgreich die spanische Meisterschaft.
1953 stand der FC Barcelona kurz vor der Verpflichtung des argentinischen Ausnahmefußballers Alfredo Di Stéfano, um den sich auch Real Madrid bemühte. Di Stéfano hatte bereits für Barça unterschrieben. Aber da es Probleme mit der Spielerlizenz gab und Santiago Bernabéu, der damalige Präsident von Real Madrid, nichts unversucht ließ, um Di Stéfano zu den Madrilenen zu lotsen, kam es zu einem langwierigen Transferstreit. Schließlich entschied der spanische Fußballverband, dass Di Stéfano jeweils zwei Jahre für beide Klubs spielen sollte. Der FC Barcelona hielt diese Lösung für inakzeptabel und der Klubpräsident erklärte daraufhin, auf den Spieler zu verzichten. Die Gründe für diesen Verzicht sind umstritten. Während von manchen Barça-Fans behauptet wird, es sei Druck von Seiten des den Katalanen wenig freundlich gesinnten Franco-Regimes ausgeübt worden, vertreten die Anhänger Real Madrids die Ansicht, der FC Barcelona hätte freiwillig auf den Spieler verzichtet. Beim ersten Aufeinandertreffen am 25. Oktober 1953 erzielte Di Stéfano drei Treffer, am Ende der Saison gewann Real zum ersten Mal seit 21 Jahren wieder die spanische Meisterschaft. Ab 1956 führte Di Stéfano die Madrilenen zu fünf Siegen in Folge im neugeschaffenen Europapokal der Landesmeister.
Ein Jahr nach dem Transferstreit um Di Stéfano gelang den Katalanen ein Transfer-Coup im Jahre 1954. Von Deportivo La Coruña wurde der 19-jährige Mittelfeldstratege Luis Suárez verpflichtet. Der Galicier war bis   2024 der einzige in Spanien geborene Fußballer, der zu Europas Fußballer des Jahres gewählt wurde, und erhielt in Bezug auf seine Spielübersicht und Passgenauigkeit den Spitznamen El Arquitecto (Der Architekt).
Am 24. September 1957 folgte ein Meilenstein in der Klubgeschichte. Das damals wie heute größte Fußballstadion Europas wurde als neue Heimstätte des FC Barcelona eingeweiht: das Camp Nou, das zum Zeitpunkt der Eröffnung noch 90.000 Zuschauern Platz bot.
Im April 1958 wurde der Argentinier Helenio Herrera Trainer des FC Barcelona, der zwei Wochen später erstmals den Messepokal, einen Vorläufer der UEFA Europa League, gewann. Herrera verfügte mit den Ungarn Zoltán Czibor, Sándor Kocsis, László Kubala, dem Brasilianer Evaristo und Luis Suárez über eine stark besetzte Offensive, die die Katalanen in der Saison 1958/59 zum Double aus Meisterschaft und Pokal führte. Auch die Saison darauf gewann Barça die spanische Meisterschaft und zum zweiten Mal den Messepokal. Im Europapokal der Landesmeister hatten die Katalanen das Halbfinale erreicht. Gegner dort war der viermalige Gewinner und Titelverteidiger, das von Alfredo Di Stéfano und Ferenc Puskás angeführte Real Madrid. Barça verlor sowohl im Hin- als auch im Rückspiel mit 1:3.
In der Saison 1960/61 gelang es dem FC Barcelona, gleichzeitig das Viertelfinale im Messepokal sowie zum ersten Mal das Finale des Europapokals der Landesmeister zu erreichen. Auf dem Weg zum Endspiel hatte Barcelona im Achtelfinale den bis dahin einzigen Gewinner des Wettbewerbs, Real Madrid, besiegt. In jenem Finale des Europapokals der Landesmeister widerfuhr den drei Ungarn bei Barça ein Déjà-vu: Im Wankdorfstadion dominierte Barcelona den Gegner Benfica Lissabon und führte durch ein Tor von Sándor Kocsis früh mit 1:0. Barça verpasste es trotz zahlreicher Chancen inklusive dreier Pfostentreffer, das Spiel zu entscheiden und unterlag mit 2:3.

### Sportliche Krise (1961–1973)

Leistungen des FC Barcelona in der Liga 1929-heute

Nach dem verlorenen Finale gegen Benfica folgte eine von Finanznot und sportlichen Misserfolgen geprägte Zeit. Bedingt durch die hohen Kosten für den Bau des Camp Nou hatte der Verein einen beträchtlichen Schuldenberg angehäuft. Präsident Enric Llaudet leitete daraufhin einen Sparkurs ein, durch den einige einheimische Talente wie Josep Fusté und Carles Rexach den Sprung in die erste Mannschaft schafften. Als Konsequenz aus der sportlichen Krise wurden auch immer wieder die Trainer ausgetauscht. Nach der Entlassung Herreras im Mai 1960 verschliss der Klub bis 1965 neun Trainer. 1962 wurde zwar das Finale des Messepokals gegen den FC Valencia erreicht, das Endspiel ging aber verloren. 1965 drangen sie bis ins Halbfinale des Messepokals vor, schieden aber dort gegen Racing Straßburg aufgrund eines Münzwurfes aus. Die beiden Mannschaften hatten gegeneinander drei Mal unentschieden gespielt, und die UEFA-Regeln sahen für diesen Fall den Losentscheid vor. Im Folgejahr sicherte sich der FC Barcelona seinen dritten und letzten Messepokal.
Ungeachtet der sportlich wenig erfolgreichen Zeit wuchs die Mitgliederzahl und Barcelonas Rolle als Symbol Kataloniens. In der Antrittsrede von Präsident Narcís de Carreras im Januar 1968 wurde erstmals das Klub-Motto Més que un club (Mehr als ein Verein) proklamiert. Im selben Jahr schlug die Mannschaft den Erzrivalen Real Madrid vor den Augen von Franco im spanischen Pokalfinale mit 1:0. Da im Santiago-Bernabéu-Stadion immer wieder Flaschen und Ähnliches auf das Spielfeld flogen, ging das Spiel als „Endspiel der Flaschen“ in die Geschichte ein. Durch diesen Erfolg hatten sich die Katalanen für den Europapokal der Pokalsieger qualifiziert, in dem sie nachfolgend das Endspiel gegen ŠK Slovan Bratislava verloren.
1969 wurde mit Agustí Montal Costa ein Befürworter des katalanischen Nationalismus Präsident des FC Barcelona. Ihm ist es zu verdanken, dass Barça seine katalanischen Symbole wieder einführte und sich seit 8. November 1973 wieder FC Barcelona nennen durfte. Daneben setzte er sich dafür ein, dass nicht spanischstämmige Spieler in der spanischen Liga spielen durften, was bis zum 26. Juni 1973 verboten war. Dies öffnete im selben Jahr die Tür für einen der besten Spieler in der Klubgeschichte des FC Barcelona: Johan Cruyff.
Zur Saison 1971/72 wurde Rinus Michels Trainer des FC Barcelona. Dies war der Beginn einer niederländisch-katalanischen Verbindung, die bis heute anhält. Michels, 1999 von der FIFA zum „Trainer des Jahrhunderts“ gekürt, hatte in der Saison zuvor Ajax Amsterdam zum Gewinn des Europapokals der Landesmeister geführt. Bei Ajax hatte Michels den Totalen Fußball eingeführt. Auch bei Barcelona versuchte der Niederländer dieses System einzuführen. Doch die Mannschaft tat sich zunächst schwer. In den darauffolgenden Jahren eckte der Disziplinfanatiker Michels immer wieder bei seinen Spielern an und der sportliche Erfolg blieb weiter aus.

### Totaler Fußball (1973–1978)

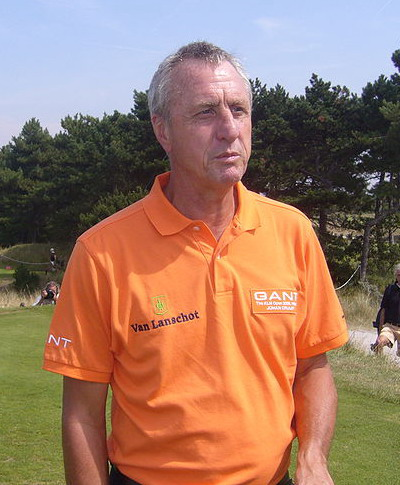
Johan Cruyff gilt als ein herausragender Spieler und Trainer in der Geschichte des FC Barcelona

1973 verpflichtete der Verein für eine Ablösesumme von einer Million Dollar den Niederländer Johan Cruyff, der damit zum bis dahin teuersten Spieler der Welt avancierte. Cruyff, „Kopf und Motor [s]einer Mannschaft“ zugleich, wurde als „Mixtur all der großen Stars […], die vor ihm auf der Bühne des europäischen Fußballs getreten waren“ beschrieben. In seiner ersten Saison führte er die Katalanen zum ersten Meistertitel nach 14 Jahren. Als Cruyff am 8. Spieltag dieser Saison debütierte, lag die Mannschaft lediglich auf Platz 14 der Tabelle. Mit dem Niederländer verlor der Verein keines seiner 24 Ligaspiele und gewann davon 18. In dieser Spielzeit gelang dem FC Barcelona auch sein bis heute höchster Auswärtssieg gegen Real Madrid. Beim 5:0-Erfolg im Estadio Santiago Bernabéu überragte Cruyff mit vier Torbeteiligungen. Cruyff wurde daraufhin von den Barça-Fans als El Salvador (Der Erlöser) getauft und 1974 zum dritten Mal zu Europas Fußballer des Jahres gewählt. Neben Cruyff bildeten insbesondere einheimische Spieler wie Carles Rexach, Juan Manuel Asensi, Marcial Pina und Joaquim Rifé die Meistermannschaft des FC Barcelona.
In den folgenden drei Spielzeiten verzeichnete der Verein keine weiteren Titel. Im Europapokal der Landesmeister 1974/75 schied Barça im Halbfinale gegen Leeds United aus und in der Liga sicherte sich Real Madrid bis 1980 fünf von sechs Meistertiteln. Zur Saison 1975/76 wurde Hennes Weisweiler Trainer des Klubs. Weisweilers Engagement war jedoch von kurzer Dauer, da er immer wieder mit Cruyff aneinandergeriet und so noch vor Ende der Saison entlassen wurde. Zur Saison 1976/77 kehrte Rinus Michels als Trainer zum FC Barcelona zurück. Am Ende seiner Amtszeit und Cruyffs letzter Spielzeit für den FC Barcelona feierte der Klub mit dem Gewinn der Copa del Rey seinen ersten Titel nach vier Jahren.

### Stabilisierung unter Núñez und ausländische Weltstars (1978–1988)
1978 wurde der Vereinspräsident erstmals durch die Mitglieder gewählt, Josep Lluís Núñez ging bei der Wahl als Sieger hervor. Zu den Zielen des baskischen Bauunternehmers, der bis 2000 Präsident blieb, zählten die Entpolitisierung des Vereins und die Umformung des Klubs zu einem Wirtschaftsunternehmen. Zugleich bekam Barça mit dem Franzosen Lucien Muller, der von 1965 bis 1968 drei Jahre bei den Katalanen spielte, einen neuen Trainer. Sieben Spieltage vor Ende seiner ersten Saison stand Barcelona auf Platz sieben der Tabelle, woraufhin er durch den langjährigen Barça-Spieler Joaquim Rifé ersetzt wurde. Mit Rifé zog der Klub zum zweiten Mal ins Finale des Europapokals der Pokalsieger in Basel ein. In einem torreichen Spiel gegen Fortuna Düsseldorf, das zwei Mal einen Rückstand ausglich, gewann Barcelona vor 30.000 mitgereisten Culés, den Fans des FC Barcelonas, nach Verlängerung mit 4:3.
Nach fünf Jahren verließ 1979 der Niederländer Johan Neeskens den Klub. Dafür kam im gleichen Jahr der Däne Allan Simonsen und ein Jahr später der Spielmacher Bernd Schuster. Der deutsche Mittelfeldregisseur blieb acht Jahre in Barcelona, ehe er 1988 zu Real Madrid wechselte. Mit der Verpflichtung Schusters stand Barcelona vor dem Problem, dass nur maximal zwei Ausländer spielen konnten. Leidtragender war der Österreicher und Torschützenkönig der Saison 1978/79, Hans Krankl, der den Verein zwei Jahre später verließ.
Nach vierten und fünften Plätzen in den Saisons zuvor übernahm zur Saison 1980/81 der Ungar László Kubala erneut das Traineramt des FC Barcelona. Nach neun Runden wurde er durch seinen Vorgänger Helenio Herrera ersetzt. Im März 1981 wurde Barças Torjäger Quini für über drei Wochen gekidnappt. Ohne Quini, der trotz allem Liga-Torschützenkönig wurde, gewann Barcelona nur einen von 15 möglichen Punkten und fiel von Platz zwei auf Platz fünf der Tabelle zurück, was auch die Platzierung bei Saisonende war. Zur Saison 1981/82 erhielt Barcelona mit Udo Lattek einen fünffachen deutschen Meistertrainer als Cheftrainer und gewann am Ende der Saison zum zweiten Mal den Pokal der Pokalsieger durch einen 2:1-Erfolg über Standard Lüttich. Die Zahl der Mitglieder stieg auf über 100.000 und im selben Jahr wurde mit dem Mini Estadi ein eigenes Stadion für die zweite Mannschaft eingeweiht.
1982 verpflichtete der FC Barcelona für eine Rekordablösesumme von 7,3 Millionen Dollar den argentinischen Spielmacher Diego Maradona, der die in ihn gesteckten Erwartungen allerdings nicht erfüllte. Lattek überwarf sich mit Maradona und wurde im März 1983 von Maradonas Landsmann César Luis Menotti abgelöst. Menotti führte Barcelona ins Endspiel des spanischen Pokals, in dem Real Madrid mit 2:1 besiegt wurde. Im Pokalfinale gegen Athletic Bilbao ein Jahr darauf kam es zu einem Handgemenge, ausgelöst durch den wild um sich tretenden Maradona, der sich damit für ein Foul von Andoni Goikoetxea im Jahr zuvor revanchierte. Dies war gleichzeitig die letzte Aktion von Diego Maradona als Spieler des FC Barcelona.
Ohne die beiden Argentinier und mit dem englischen Trainer Terry Venables wurde Barcelona in der Saison 1984/85 zum ersten Mal nach elf Jahren wieder spanischer Meister. 1986 zog der FC Barcelona zum zweiten Mal in das Finale des Europapokals der Landesmeister ein, nachdem das Team im Halbfinale gegen IFK Göteborg das 0:3 aus dem Hinspiel im Rückspiel ausgeglichen und sich schließlich im Elfmeterschießen durchgesetzt hatte. Auch das Finale ging nach 120 torlosen Minuten ins Elfmeterschießen. Da kein einziger der Barcelona-Spieler seinen Elfmeter verwertete, sicherte sich letztlich Steaua Bukarest den bedeutendsten europäischen Vereinspokal. In der Liga wurde Barcelona in den Saisons 1985/86 und 1986/87 Zweiter hinter Real Madrid. Und das obwohl der zur Saison 1986/87 verpflichtete englische WM-Torschützenkönig Gary Lineker in seiner ersten Saison 20 Treffer erzielte, darunter einen Hattrick gegen Real Madrid, der ihm bis heute einen Kultstatus bei den Culés einbringt.
Die Saison 1987/88 umrankten mehrere Skandale. Schuster, der in der Saison 1986/87 kein Spiel für Barcelona bestritten hatte, klagte gegen den Verein seine Vertragsauflösung ein und wechselte 1988 zu Real Madrid. Venables war im September 1987 durch Luis Aragonés ersetzt worden. In der Liga rangierte der Verein im Mittelfeld der Tabelle. Im Zuge der Gerichtsverhandlungen um Schuster kam heraus, dass viele Spieler zwei Verträge besaßen, aber nur einer davon der Steuerbehörde bekannt war. Am 28. April 1988 kam es zur „Meuterei von Heredia“, bei der die Mannschaft den Rücktritt von Präsident Núñez forderte. In seiner bis dahin zehnjährigen Amtszeit wurde neun Mal der Trainer ausgetauscht und ein Meistertitel gewonnen. Die klubinterne Opposition wuchs und Barcelona drohte seinen Platz als zweite Kraft hinter Real Madrid an Athletic Bilbao und Real Sociedad zu verlieren.

### Das Dreamteam (1988–1996)
Im Sommer 1988 kehrte Johan Cruyff als Trainer zum Verein zurück. In den nächsten acht Jahren formte er die heute noch als Dreamteam bezeichnete Mannschaft und entwickelte mit seinem „intelligenten, raumorientierten, dominanten Angriffsfußball über die Außenbahn“ den von Rinus Michels initiierten totalen Fußball weiter. Das von Cruyff geprägte, auf einen hohen Ballbesitzanteil angelegte „offensive Kurzpassspiel“ beeinflusst bis heute das Spielsystem des FC Barcelona. Dies ging einher mit einem deutlichen personellen Umbruch: 13 Abgängen standen vor der Saison 1988/89 elf Neuzugänge (allesamt Spanier) gegenüber. Im Tor stand seit 1986 der Baske Andoni Zubizarreta, der einzige Verbliebene aus der Vor-Cruyff-Ära. Nachdem die erste Saison unter Cruyff als Zweitplatzierter hinter Serienmeister Real Madrid abgeschlossen worden war, verpflichtete der Verein darauf mit dem Dänen Michael Laudrup und dem Niederländer Ronald Koeman zwei wesentliche Stützen des späteren Dreamteams. Durch die Verpflichtung des bulgarischen Linksaußen Christo Stoitschkow zur folgenden Spielzeit erhielt das Team den aggressiven Führungsspieler, der bis dahin gefehlt hatte. Am Ende der Saison wurde der FC Barcelona mit zehn Punkten Vorsprung vor Athletic Bilbao Meister und zog ins Finale des Europapokals der Pokalsieger ein, in dem der Verein Manchester United mit 1:2 unterlag.

Das „Dreamteam“, das 1992 den Europapokal der Landesmeister gewann

Einer der größten Erfolge der Vereinsgeschichte gelang den Blaugrana am 20. Mai 1992: Im Finale des Europapokals der Landesmeister gegen Sampdoria Genua stand es bis in die Verlängerung hinein 0:0. In der 110. Minute gab es im Londoner Wembley-Stadion einen umstrittenen Freistoß für die Katalanen, den Ronald Koeman aus zentraler Position verwandelte. Nach dem Messestädte-Pokal und dem Europapokal der Pokalsieger hatte der FC Barcelona damit erstmals auch den Europapokal der Landesmeister gewonnen. Das Dreamteam setzte sich zusammen aus Katalanen (Guillermo Amor, Albert Ferrer, Pep Guardiola), Basken (José Ramón Alexanko, José Mari Bakero, Txiki Begiristain, Jon Andoni Goikoetxea, Julio Salinas, Andoni Zubizarreta) und ausländischen Weltstars (Ronald Koeman, Michael Laudrup und Christo Stoitschkow).
Zwischen 1992 und 1994 wurde der FC Barcelona drei weitere Male spanischer Meister. Bei den ersten beiden Erfolgen profitierte Barça von den Niederlagen Real Madrids, das die Meisterschaft in beiden Fällen am letzten Spieltag gegen CD Teneriffa verspielte. Vor der Saison 1993/94 wurde der Stürmer Romário vom niederländischen Klub PSV Eindhoven unter Vertrag genommen. In dieser Saison war es Deportivo La Coruña, das einen Spieltag vor Saisonende noch auf Platz eins lag. Einmal mehr profitierte Barça von den Punktverlusten seiner Konkurrenten und gewann letztlich seinen vierten Meistertitel in Folge. Romário steuerte zu dieser Meisterschaft 30 Tore bei und wurde damit Liga-Torschützenkönig. In derselben Saison zog der FC Barcelona zum ersten Mal in das Finale der UEFA Champions League ein. In diesem Endspiel unterlag Barça der von Fabio Capello trainierten AC Mailand mit 0:4.
Im Anschluss an das verlorene Endspiel zerfiel das Dreamteam. Für die abgewanderten Zubizarreta und Laudrup sowie wenig später Stoitschkow und Koeman fand Cruyff keinen gleichwertigen Ersatz. Neben ausbleibenden sportlichen Erfolgen gab es persönliche Diskrepanzen zwischen Vereinspräsident Núñez und Cruyff. Núñez, der Vertragsgespräche hinter dem Rücken des Trainers geführt haben soll, entließ Cruyff noch vor Ablauf der Saison 1995/96.

### „Hollandisierung“ und die „Botschafter des Offensivfußballs“ (1996–2008)

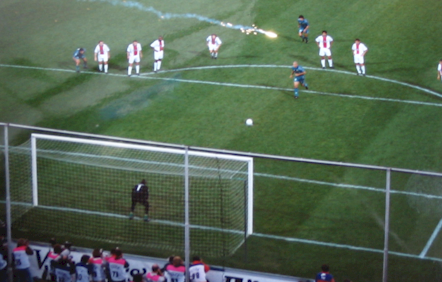
Ronaldo beim Erzielen des Siegtores im Finale des Europapokals der Pokalsieger 1997

Cruyffs Nachfolger war mit Beginn der Saison 1996/97 der Engländer Bobby Robson. Im Sommer 1996 wurde zudem der 20-jährige Brasilianer Ronaldo für 15 Millionen Euro von PSV Eindhoven verpflichtet. Der brasilianische Stürmer blieb zwar nur ein Jahr, erzielte dabei aber 34 Ligatore, was damals Vereinsrekord bedeutete. Neben Ronaldo trugen in dieser Saison auch Luis Figo und Luis Enrique zum seinerzeitigen Vereinsrekord von 102 Ligatoren bei. Trotz der vielen Tore wurde nicht Barça, sondern Real Madrid Meister. Dafür siegte Barcelona im Finale des spanischen Pokals. Darüber hinaus gewann der Verein zum vierten Mal den Pokal der Pokalsieger, nachdem im Finale Paris Saint-Germain durch einen verwandelten Elfmeter von Ronaldo mit 1:0 besiegt worden war.
Ronaldo verließ Barcelona nach einem Jahr aufgrund von Schwierigkeiten bei der Neuverhandlung seines Vertrags und wechselte am Ende der Saison für die Rekordablösesumme von 25 Millionen Euro zu Inter Mailand. Als Ersatz für Ronaldo kam der offensive Mittelfeldspieler Rivaldo, der zu den torgefährlichsten Spielern auf seiner Position zählte. Auch Trainer Bobby Robson verließ den FC Barcelona, ihm folgte mit Louis van Gaal ein Anhänger des „Systemfußballs“, der 1995 Ajax Amsterdam zum Gewinn der Champions League geführt hatte. Unter van Gaal kam es zur „Hollandisierung“ des FC Barcelona. Anstatt den jungen einheimischen Talenten zu vertrauen, setzte van Gaal zum Großteil auf Spieler, mit denen er bereits bei Ajax Amsterdam erfolgreich gewesen war. Am Ende von van Gaals erster Amtszeit standen somit acht Niederländer beim FC Barcelona unter Vertrag. Der Erfolg gab dem Disziplinfanatiker anfangs Recht, als Barcelona in der Saison 1997/98 das Double aus Meisterschaft und Pokal gewann. Obwohl der Erfolg der spanischen Meisterschaft im Jahr darauf wiederholt wurde, bekundeten die Fans zunehmend ihren Unmut über den autoritären Trainer, dem sie vorwarfen, zu unattraktiv spielen zu lassen. Obendrein schied Barcelona zum zweiten Mal in Serie in der Gruppenphase der Champions League aus.
Im Mai 2000, nach dem Aus im Champions-League-Halbfinale gegen den FC Valencia, ging mit dem Rücktritt von Präsident Núñez eine 22-jährige Ära zu Ende. Sein Nachfolger wurde der Unternehmer und bisherige Vizepräsident Joan Gaspart, der mit knapper Mehrheit gewählt wurde. Van Gaal musste dem Verein nach der titellosen Saison 1999/2000 verlassen und auch Luis Figo kehrte Barcelona den Rücken, um zu Real Madrid zu wechseln. Die folgenden beiden Jahre beendete Barcelona auf Platz vier und scheiterte in den europäischen Wettbewerben jeweils im Halbfinale am späteren Sieger. Zur Saison 2002/03 wurde Louis van Gaal erneut Trainer des FC Barcelona. Nach 19 Spieltagen war die zweite Amtszeit van Gaals bei Barcelona vorüber. Zum Zeitpunkt seiner Entlassung rangierte der Verein auf Platz zwölf der Tabelle, drei Punkte von einem Abstiegsplatz entfernt. Seine Funktion übernahm der Serbe Radomir Antić, mit dem der Klub am Ende der Saison noch einen Europapokalplatz erreichte.

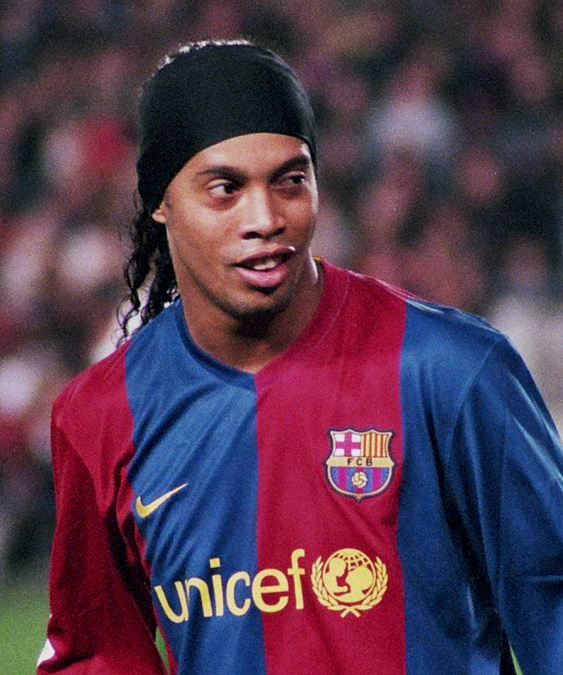
Ronaldinho

Im Sommer 2003 folgte mit der Wahl Joan Laportas zum neuen Präsidenten des FC Barcelona ein großer Umbruch. Sein vorrangiges Ziel war die wirtschaftliche Sanierung des mit 160 Millionen Euro verschuldeten Vereins. Als neuer Trainer wurde Frank Rijkaard präsentiert, neuer Star des Teams sollte der für 27 Millionen Euro von Paris Saint-Germain verpflichtete Ronaldinho werden. Der Brasilianer Ronaldinho wurde 2004 und 2005 von der FIFA zum FIFA-Weltfußballer des Jahres gekürt. Nach der ersten Saisonhälfte mit dem neuen Trainer lag Barcelona auf Platz sieben der Tabelle. Dank einer starken Rückrunde, in der nur ein Spiel verloren wurde, erreichte Barcelona am Ende Platz zwei. Zur neuen Saison wurde das Team durch die Verpflichtungen des portugiesischen Spielmachers Deco und des kamerunischen Stürmers Samuel Eto’o weiter verstärkt und gewann am Ende der Saison 2004/05 erstmals seit 1999 wieder die spanische Meisterschaft. In der Saison darauf verteidigte Barcelona mit zwölf Punkten Vorsprung seinen Titel. Hierauf wurde die Mannschaft für ihre „begeisternden Spielzüge“ in Verbindung mit einem „ästhetischen, offensiven, dominanten Spiel“ gelobt und als „Botschafter des Offensivfußballs“ tituliert. Als nicht minder „revolutionär“ galt zu diesem Zeitpunkt die Trainingslehre Barça: Ohne eine einzige Dauerlaufeinheit, ohne ein einziges Training im Kraftraum hätte Rijkaards Trainerteam Barça „zur bestaunten Elf einer Epoche“ geformt. In derselben Saison errang der FC Barcelona einen der größten Erfolge der Vereinsgeschichte: 14 Jahre nach dem Sieg im Europapokal der Landesmeister wurde durch ein 2:1 gegen den FC Arsenal im Stade de France erstmals die Champions League gewonnen. Ähnlich wie das Dreamteam war auch diese Elf eine Mischung aus ausländischen Stars (Ronaldinho, Deco, Eto’o und Larsson) und Eigengewächsen (Xavi, Iniesta, Valdés und Puyol).
Nach dem Gewinn der UEFA Champions League folgten für den FC Barcelona zwei Jahre ohne Titelgewinn. In der Liga triumphierte zwei Mal in Folge Real Madrid, Barcelona wurde Zweiter bzw. Dritter. Als Ergebnis der Misserfolge wurde am Ende der Spielzeit 2007/08 der Vertrag mit Cheftrainer Frank Rijkaard aufgelöst.

### Tiki-Taka und drei Champions-League-Titel auf Basis der Jugendarbeit (2008–2015)

Startelf in der Triple-Saison 2008/09

Rijkaards Posten übernahm zur Saison 2008/09 Pep Guardiola, der in der Saison zuvor in seinem ersten Trainerjahr die B-Mannschaft zum Aufstieg in die Segunda División B geführt hatte. Gleichzeitig wurde das Team für insgesamt mehr als 90 Millionen Euro mit neuen Spielern, darunter Dani Alves und Gerard Piqué, verstärkt, während prägende Spieler der letzten Jahre wie Ronaldinho oder Deco den Verein verließen. Zwar misslang der Start in die Saison 2008/09 mit einer Niederlage und einem Unentschieden zunächst, doch vom 3. bis zum 22. Spieltag gewann der FC Barcelona – mit Ausnahme eines Unentschiedens – all seine Partien in der Liga und beendete die Saison als Erstplatzierter mit neun Punkten Vorsprung auf Real Madrid. Im Finale des spanischen Pokals wurde Athletic Bilbao mit 4:1 besiegt und die Rekordtitelzahl stieg auf 25. Zwei Wochen später gewann Barça durch einen 2:0-Sieg über Manchester United auch den Champions-League-Titel. Somit gelang dem FC Barcelona als erster spanischen Mannschaft das Triple. Der zu dieser Zeit 38 Jahre alte Guardiola schrieb so in seinem Premierenjahr als Trainer der ersten Mannschaft Geschichte. Er setzte dabei besonders auf Spieler aus dem eigenen Nachwuchs, sodass im Champions-League-Finale gegen Manchester sieben La-Masia-Absolventen in der Startelf standen. Neben dem Offensivtrio, bestehend aus Samuel Eto’o, Thierry Henry und Lionel Messi, wurden vor allem die beiden Mittelfeldspieler Xavi und Andrés Iniesta für ihr „überwältigendes Passspiel“ gelobt.

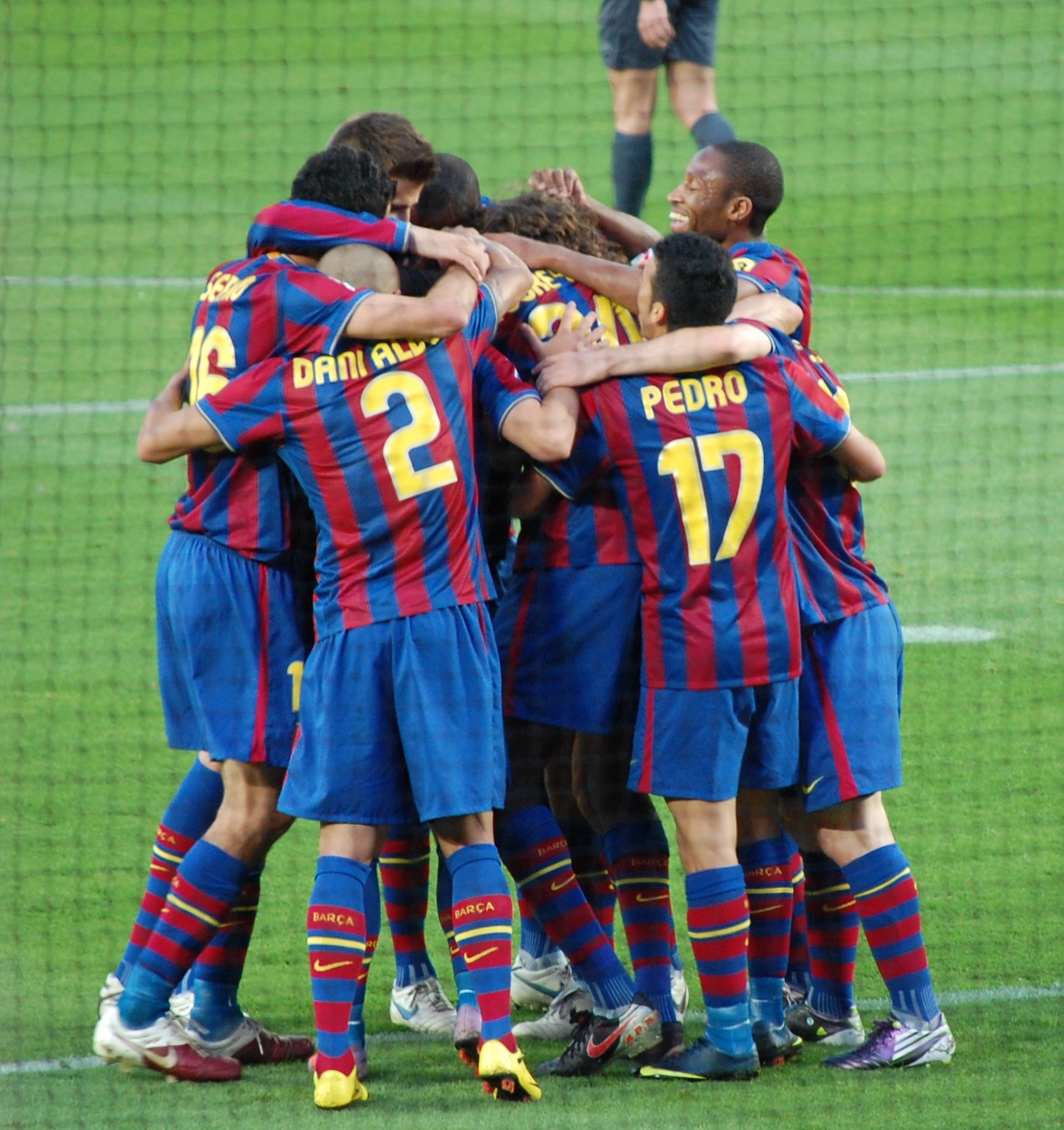
In der Saison 2009/10 wurde Barça mit zehn Spielern aus der eigenen Jugend spanischer Meister

Mit seiner Spielidee vom Kombinationsfußball, von den Medien als Tiki-Taka bezeichnet, hatte Barça fortan auch direkten Einfluss auf die erfolgreichste Ära der spanischen Nationalelf. „Italien hatte jahrzehntelang seinen Catenaccio, England seine langen Pässe, Deutschland seinen Libero und das kraftvolle Spiel. Spanien hatte nie einen Stil“, sagte Spaniens ehemaliger Nationaltrainer Iñaki Sáez: „Nun ist unser Moment gekommen. Fútbol y arte, Fußball und Kunst wurde unser Standard.“
Zu Beginn der Saison 2009/10 vollzog Barcelona mit dem Tausch von Eto’o gegen den schwedischen Stürmer Ibrahimović plus 50 Millionen Euro einen der spektakulärsten Transfers des Sommers. Im Dezember 2009 gewann der Verein in Abu Dhabi nach einem 2:1-Sieg in der Verlängerung im Endspiel gegen Estudiantes de La Plata erstmals die FIFA-Klub-Weltmeisterschaft. Als erster Klub überhaupt gewann Barça innerhalb eines Jahres alle sechs möglichen Titel (UEFA Champions League, UEFA Super Cup, FIFA-Klub-Weltmeisterschaft, spanische Meisterschaft, spanischer Pokal, spanischer Superpokal). Damit wurde die bisherige Bestmarke von fünf Titeln, die Ajax Amsterdam 1972 aufgestellt hatte, übertroffen. Am Ende der Saison 2009/10 verteidigte die Mannschaft ihren Meistertitel mit einem neuen Rekordpunktestand von 99, in der Champions League schied sie im Halbfinale gegen den späteren Sieger Inter Mailand aus. Als überragender Spieler dieser Spielzeit galt mit 34 Ligatoren und insgesamt 47 Pflichtspieltreffern Lionel Messi, der damit den Vereinsrekord des brasilianischen Fußballers Ronaldo de Nazario einstellte. Er wurde Ende 2009 mit großem Vorsprung sowohl zum Gewinner des Ballon d’Or als auch zum FIFA-Weltfußballer des Jahres gewählt.
Im Juli endete 2010 die Ära von Präsident Joan Laporta. Sein Nachfolger Sandro Rosell stand vor der Aufgabe, den mit über 400 Millionen Euro verschuldeten Verein wirtschaftlich zu konsolidieren. Vor der Saison 2010/11 verkleinerte Barça durch die Verkäufe von Thierry Henry, Zlatan Ibrahimović, Rafael Márquez, Yaya Touré und Dmytro Tschyhrynskyj seinen Kader, der gleichzeitig durch die Verpflichtungen David Villas und Javier Mascheranos punktuell verstärkt wurde. Barça konnte erneut überzeugend seinen Ligatitel verteidigen; die dritte Meisterschaft in Folge wurde unter anderem auch durch einen 5:0-Erfolg gegen Vizemeister Real Madrid untermauert. Im spanischen Pokalfinale und im Champions-League-Halbfinale trafen die beiden Teams ebenfalls aufeinander. Im erstgenannten Wettbewerb setzte sich Real Madrid mit 1:0 durch, in der Champions League drangen die Katalanen ins Finale vor. Dort siegte das Team um Messi, Iniesta und Xavi, die bei der Wahl zum Weltfußballer 2010 die ersten drei Plätze belegten, souverän mit 3:1 gegen Manchester United. Der dritte Champions-League-Titel innerhalb von sechs Jahren veranlasste Teile der internationalen Fachpresse anschließend zu Vergleichen mit den besten Teams aller Zeiten.

Mehr als 55 Millionen Euro investierte der FC Barcelona im Sommer 2011, um die Spieler Cesc Fàbregas und Alexis Sánchez zu verpflichten. In der Saison 2011/12 agierte die Mannschaft auf einem vergleichbaren Niveau zur Vorsaison, gewann im Dezember 2011 die FIFA-Klub-Weltmeisterschaft und war lange Zeit in allen drei Wettbewerben mit Siegchancen vertreten. Zwar stellte der dreifache Weltfußballer Lionel Messi mit seinen 73 Pflichtspieltreffern, darunter 50 Liga-Tore, einen neuen Weltrekord auf, am Ende blieb dennoch nur der Gewinn des spanischen Pokals. Denn zwischen dem 18. und 24. April 2012 verlor der FC Barcelona ein entscheidendes Spiel gegen Real Madrid in der Meisterschaft und schied darüber hinaus im Champions-League-Halbfinale gegen den späteren Sieger FC Chelsea aus; einer 0:1-Hinspielniederlage auswärts folgte ein 2:2 vor eigenem Publikum, wobei die Mannschaft bis kurz vor der Halbzeitpause mit 2:0 führte. Ein paar Tage später verkündete Trainer Guardiola seinen Rücktritt zum Saisonende; mit insgesamt 14 Titeln ging er als erfolgreichster Barcelona-Coach in die Geschichte ein.

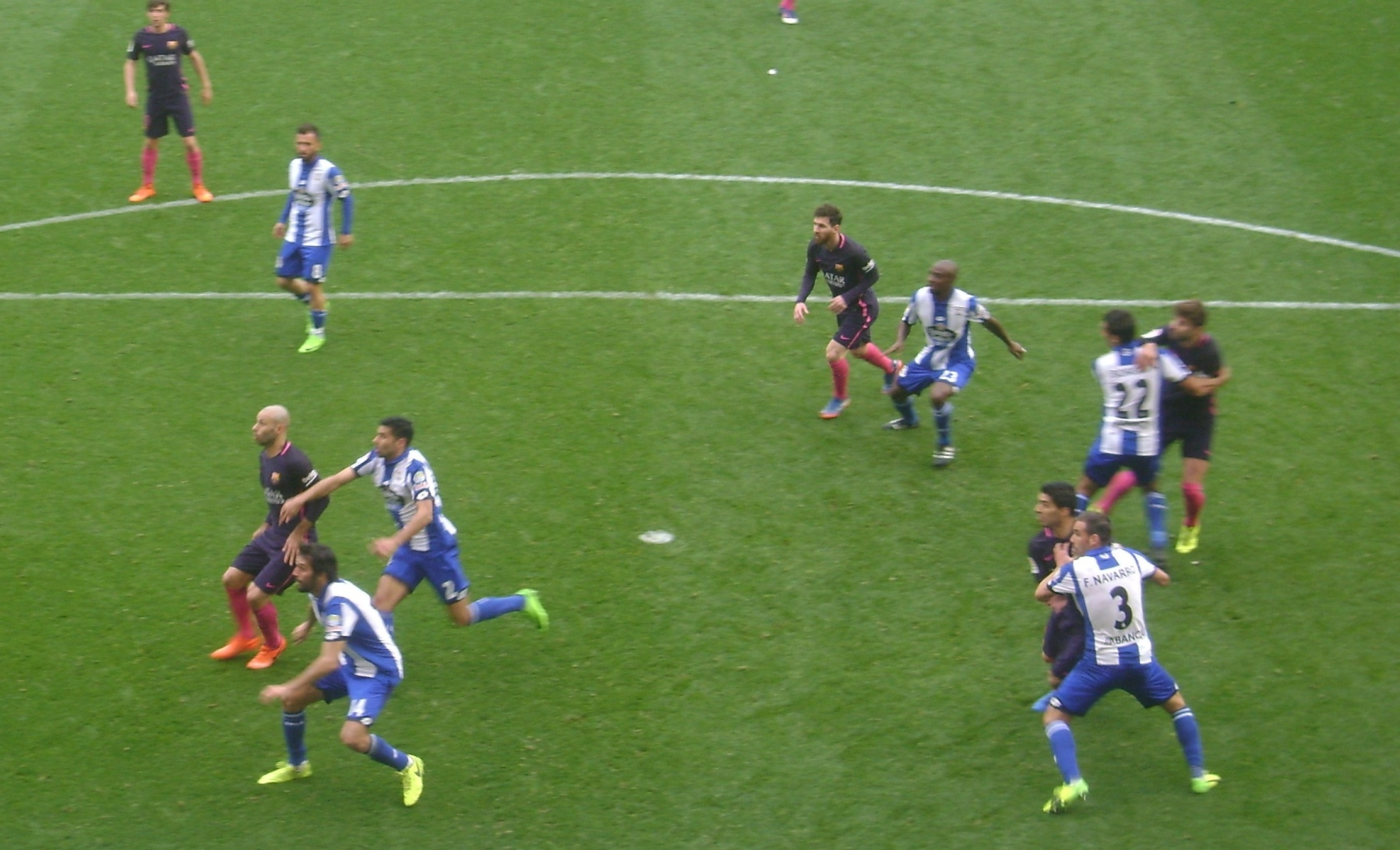
Deportivo La Coruña vs. FC Barcelona

Seine Nachfolge trat sein Co-Trainer Tito Vilanova (* 1968; † 2014) an. Unter Vilanova scheiterte Barça im Halbfinale der Copa del Rey an Real Madrid, in der Champions League 2012/13 schied die Mannschaft im Halbfinale gegen den FC Bayern München aus. Die Meisterschaft gewann Barcelona vor Real Madrid und stellte mit 100 Punkten deren Ligarekord aus der Vorsaison ein. Nachdem Vilanova in der Saison bereits mehrere Wochen wegen seiner Krebserkrankung gefehlt hatte, trat er am 19. Juli 2013 zurück, und verstarb knapp ein Jahr später.
In die Saison 2013/14 startete der FC Barcelona mit dem argentinischen Coach Gerardo Martino und dem brasilianischen Neuzugang Neymar, für den offiziell 57 Millionen Euro gezahlt wurden. Club-Präsident Rosell trat am 23. Januar 2014 im Zuge der Eröffnung eines Ermittlungsverfahrens wegen Unterschlagung gegen ihn von seinem Amt zurück, nachdem Vorwürfe laut geworden waren, die Verpflichtung Neymars habe in Wahrheit 95 Millionen Euro gekostet. Die Nachfolge Rosells trat Josep Maria Bartomeu an. Nachdem der FC Barcelona die Saison mit dem spanischen Supercup abgeschlossen hatte, erklärte Gerardo Martino seinen Rücktritt. Zwei Tage später, am 19. Mai 2014, wurde der ehemalige Spieler Luis Enrique als Trainer ab der Saison 2014/15 verpflichtet.
Während der Sommerpause wurde die Ausstiegsklausel von 75 Millionen Pfund bei Liverpools Luis Suárez aktiviert und somit eine Verstärkung für die Offensive noch vor der drohenden Transfersperre realisiert. Suárez musste aufgrund einer Tätlichkeit während der Weltmeisterschaft 2014 eine Sperre von vier Monaten absitzen und debütierte deshalb erst am 9. Spieltag am 25. Oktober 2014 gegen Real Madrid für den FC Barcelona. Ende Dezember 2014 bestätigte der Internationale Sportgerichtshof das Transferverbot für den FC Barcelona, das die FIFA im April 2014 erlassen hatte. Der Verein durfte damit weder im Winter 2014/15 noch im Sommer 2015 neue Spieler verpflichten. Hintergrund waren Verstöße bei der Verpflichtung minderjähriger Spieler in der Vergangenheit. Mit einem 1:0-Sieg gegen den Vorjahresmeister Atlético Madrid konnte sich der FC Barcelona bereits am vorletzten Spieltag der Saison 2014/15 die Meisterschaft sichern; außerdem gewannen sie am 30. Mai das Finale der Copa del Rey gegen Athletic Bilbao mit 3:1 und das Finale der Champions League am 6. Juni gegen Juventus Turin mit 3:1. Schlussendlich sicherte sich Barcelona im Kalenderjahr 2015, entgegen allen Erwartungen aufgrund der Transfersperre, fünf von sechs möglichen Titeln und erzielte damit das beste Ergebnis seit dem Jahr 2009.

### Wachsende finanzielle Probleme und das Ende der Messi-Ära (2015–2021)
Nach Ablauf des verhängten Transferverbots am 1. Januar 2016 wurden durch den Verein offiziell nur wenige Tage später 77 neue Spieler angemeldet. Neben Nachwuchs- und B-Mannschaftsspielern sind dies auch die Profis Arda Turan und Aleix Vidal für die erste Mannschaft, die im Sommer bereits für 50 Millionen Euro Ablöse zum Verein gewechselt waren, aber noch keine Pflichtspiele bestreiten durften. Die Saison 2015/16 wurde mit dem nationalen Double aus Meisterschaft und Pokal abgeschlossen.
Im Sommer 2016 verstärkte sich Barcelona mit vorwiegend jungen Spielern wie André Gomes, Paco Alcácer, Samuel Umtiti, Lucas Digne, Denis Suárez sowie Jasper Cillessen für insgesamt 122,75 Millionen Euro. Am 1. März 2017 gab Luis Enrique nach dem 6:1-Ligaerfolg gegen Sporting Gijón in der anschließenden Medienkonferenz seinen Rücktritt als Trainer zum Ende der Saison bekannt. Als Hauptgrund gab er das Bedürfnis nach einer Pause an. Nach der 0:4-Niederlage gegen Paris Saint-Germain im Hinspiel des Champions-League-Achtelfinals in Paris erreichte das Team einen mit drei Toren in der Schlussphase erzielten 6:1-Sieg im Rückspiel gegen Paris. Im Viertelfinale der Champions League schied der Verein gegen Juventus Turin aus.
Zur Saison 2017/18 übernahm Ernesto Valverde das Amt des Cheftrainers. In der Sommerpause zog Neymar seine Ausstiegsklausel in Höhe von 222 Millionen Euro und wechselte zu Paris Saint-Germain, womit er zum bis dahin mit Abstand teuersten Spieler der Fußballgeschichte avancierte. Der FC Barcelona reinvestierte die Ablöse und verpflichtete für 105 Millionen Euro den 20-jährigen Ousmane Dembélé von Borussia Dortmund. Im Januar 2018 folgte der Transfer von Philippe Coutinho vom FC Liverpool für rund 120 Millionen Euro. In der UEFA Champions League 2017/18 schied die Mannschaft im Viertelfinale nach einer 0:3-Niederlage gegen die AS Rom aus, nachdem man das Hinspiel mit 4:1 gewonnen hatte. Die erste Saison unter Valverde konnte mit dem insgesamt 25. Meistertitel in der Liga und dem 30. Pokalgewinn in der Copa del Rey abgeschlossen werden. Für den Verein war es das fünfte Double in den letzten zehn Spielzeiten.
In der Saison 2018/19 wurde der 26. Meistertitel errungen. In der UEFA Champions League 2018/19 erreichte man das Halbfinale und schied nach einem 3:0-Sieg im Hinspiel und einer 0:4-Niederlage im Rückspiel gegen den späteren Titelgewinner FC Liverpool aus. Auch die Copa del Rey wurde im Finale verloren.
Vor der Saison 2019/20 wurden u. a. Frenkie de Jong, der zuvor mit Ajax Amsterdam das Halbfinale der Champions League erreicht hatte, und Antoine Griezmann für 120 Millionen Euro vom Ligakonkurrenten Atlético Madrid verpflichtet. Coutinho, der eineinhalb Jahre zuvor noch für kolportierte 145 Millionen Euro verpflichtet worden war, wurde auf Leihbasis an den FC Bayern München abgegeben. Im Januar 2020 wurde Ernesto Valverde als Cheftrainer entlassen, obwohl Barca zu diesem Zeitpunkt Tabellenführer war. Ihm folgte Quique Setién, nachdem Xavi, der eigentliche Wunschkandidat der Klubführung, abgelehnt hatte. In der Copa del Rey 2019/20 schied Barca unter dem neuen Trainer im Viertelfinale gegen Athletic Bilbao aus; die Liga beendete die Mannschaft als Vizemeister hinter Real Madrid.
Anfang 2020 kamen Gerüchte auf, dass die Klubführung um Josep Maria Bartomeu die uruguayische Online-Marketing-Firma I3 Venturas mit einer Summe von knapp einer Million Euro beauftragt habe, Personen mit einer engen Beziehung zum Klub sowie aktuelle und ehemalige Aushängeschilder wie zum Beispiel Lionel Messi, Gerard Piqué, Xavi und Pep Guardiola in den sozialen Medien mittels Fake-Accounts zu diffamieren, um das Image der Vereinsführung zu stärken. In einem Statement auf der Vereinswebseite wurden die in den Medien als „Barcagate“ betitelten Vorwürfe abgestritten, die Zusammenarbeit mit der Online-Marketing-Firma hingegen wurde bestätigt. Der Vorfall wurde im Auftrag des FC Barcelona von PricewaterhouseCoopers untersucht. Die Beratungsfirma kam zum Schluss, dass der Verein für die Aufträge an I3 Venturas im Vergleich zu Marktpreisen rund sechs Mal zu viel bezahlt hatte. Die Zahlungen an I3 Venturas wurden von Bartomeu so aufgeteilt, dass der Klubpräsident keine Zustimmung der Vorstandsmitglieder einholen musste, sodass die Aktivitäten womöglich im Verborgenen blieben. Weiteres Fehlverhalten wurde nicht festgestellt, lediglich das Missachten von internen Richtlinien wurde belegt. Der Verein kündigte im Anschluss den Vertrag mit der Online-Marketing-Firma. Am 1. März 2021 kam es in Zusammenhang mit dem „Barcagate“ zu mehreren vorläufigen Festnahmen durch die katalanische Polizei. Unter anderem davon betroffen waren Ex-Präsident Josep Maria Bartomeu und der amtierende CEO des Klubs Oscar Grau. Die verhafteten Personen wurden noch am selben Abend aus der Haft entlassen.
Am 14. August 2020 erlitt der FC Barcelona im Champions-League-Viertelfinale gegen den FC Bayern München mit 2:8 (1:4) die höchste Niederlage seiner Champions-League-Geschichte. Nie zuvor hatte eine Mannschaft gegen den FC Barcelona vier Tore in einer Halbzeit erzielt. Auch acht Treffer in einem K.o.-Spiel der Champions League hatte es zuvor nicht gegeben. Nach dieser Niederlage wurde Setién als Trainer entlassen. Sportdirektor Éric Abidal wurde ebenfalls seines Amtes enthoben, welches er im Sommer 2018 angetreten hatte.
Zur Saison 2020/21 übernahm Ronald Koeman die Mannschaft, der zuvor Bondscoach der niederländischen Nationalmannschaft gewesen war. Co-Trainer wurden der Niederländer Alfred Schreuder sowie der ehemalige Barça-Stürmer Henrik Larsson. Nach lange anhaltender und immer stärker zunehmender Kritik trat der seit 2014 amtierende Präsident Josep Maria Bartomeu inklusive fünf weiterer Vorstandsmitglieder am 27. Oktober 2020 per sofort zurück. Bis zu den Wahlen übernimmt Carles Tusquets das Amt des Vereinspräsidenten. Ausschlaggebend für den Rücktritt Bartomeus dürfte neben der lautstarken Kritik, die auch aus Reihen der Spieler geäußert wurde, dem sportlichen Niedergang und den finanziellen Problemen insbesondere das Misstrauensvotum gegen ihn gewesen sein, welches durch Vereinsmitglieder initiiert wurde. Zusätzlich wurde während des Transferfensters 2020 der Vertragsstreit mit Klubaushängeschild Lionel Messi in aller Öffentlichkeit ausgetragen, was dem Klub und dem ehemaligen Präsidenten zusätzlichen Schaden zufügte. Der Spieler teilte dem Klub Ende August 2020 per Burofax mit, den Verein aufgrund einer Klausel in seinem bis Sommer 2021 gültigen Vertrag sofort zu verlassen. Der FC Barcelona berief sich darauf, dass der Wechselwunsch bis zum 10. Juni 2020 hätte geäußert werden sollen, was laut Messi aufgrund der verlängerten Saison durch die COVID-19-Pandemie jedoch unmöglich wurde. Schlussendlich verkündete der 33-jährige Superstar seinen Verbleib bei seinem Jugendklub. Die Wahl des neuen Präsidenten sollte ursprünglich am 24. Januar 2021 stattfinden. Zur Auswahl stand den Klubmitgliedern der ehemalige Barça-Präsident Joan Laporta, der aus Barcelona stammende Anwalt Antoni Freixa sowie der katalanische Unternehmer Victor Font. Um offiziell zu kandidieren, mussten mindestens 2257 gültige Unterschriften von Klubmitgliedern bis am 12. Januar 2021 eingereicht werden. Neben den drei offiziellen Kandidaten erreichte Emili Rousaud dieses Ziel, zog sich jedoch aus der Präsidentschaftswahl zurück. Aufgrund der COVID-19-Pandemie wurde die Wahl auf den 7. März 2021 verschoben. Von den über 100'000 Mitgliedern stimmten rund 20 Prozent bereits im Vorfeld brieflich ab. Noch am Wahltag wurden die Stimmen ausgezählt und Joan Laporta wurde als Präsident bestätigt. Mit dem 4:0-CL-Triumph der Frauen gegen den FC Chelsea am 16. Mai 2021 ist der FC Barcelona der erste Verein, der die Krone im europäischen Vereinsfußball sowohl bei den Damen als auch bei den Herren gewinnen konnte.
Nach der Saison gab der FC Barcelona bekannt, dass der auslaufende Vertrag mit Lionel Messi nicht verlängert werden könne. Der Verein und Messi seien sich einig gewesen und hätten die Absicht gehabt den Vertrag zu verlängern, jedoch scheiterte dies an „strukturellen und finanziellen Hindernissen“. Der seit März 2021 amtierende Präsident Joan Laporta erklärte, dass man sich mit Messi auf einen neuen Fünfjahresvertrag geeinigt hatte, wobei nur zwei Jahresgehälter ausgezahlt worden wären. Die Liga hätte dies aber nicht akzeptiert, da die Gehaltsausgaben des FC Barcelona bei einem Vertragsabschluss 110 Prozent der Einnahmen betragen hätten. Nach dem Financial Fair Play der Primera División dürfen die Gehaltsausgaben der Vereine jedoch nur „65 bis 70 Prozent“ der Einnahmen betragen. Laporta machte für die gescheiterte Verlängerung neben der Liga seinen Vorgänger Bartomeu verantwortlich, unter dem „schreckliche Entscheidungen“ getroffen worden seien und der mit seinem „katastrophalen Management“ ein „furchtbares Erbe“ hinterlassen habe. Selbst ohne Messi betrügen die Gehaltsausgaben 90 Prozent der Einnahmen. Der Argentinier verließ den FC Barcelona daher nach 21 Jahren und schloss sich Paris Saint-Germain an.

### Gegenwart (seit 2021)
Zur Saison 2021/22 verpflichtete der FC Barcelona Sergio Agüero, Eric García (beide Manchester City) und Memphis Depay (Olympique Lyon) jeweils ablösefrei. Die Neuzugänge konnten jedoch nur nach einem Gehaltsverzicht von Gerard Piqué, Sergio Busquets und Jordi Alba bei der Liga registriert werden und damit eine Spielberechtigung erlangen. Neben Lionel Messi verließ u. a. Antoine Griezmann, der zwei Jahre zuvor für 120 Millionen Euro verpflichtet worden war, den Verein und kehrte zu Atlético Madrid zurück. Koeman verhalf einigen Nachwuchsspielern zu ihrem Debüt. Darunter der gerade 17 Jahre alt gewordene Gavi, der einige Wochen später zum jüngsten Spieler der spanischen Nationalmannschaft wurde. Nach einem 0:1 gegen Aufsteiger Rayo Vallecano und vier Niederlagen in den letzten sechs Partien wurde Trainer Ronald Koeman am Ende Oktober 2021 entlassen. Nach drei Pflichtspielen unter dem Interimstrainer Sergi Barjuan, eigentlich verantwortlich für die zweite Mannschaft, wurde Xavi Anfang November 2021 als neuer Cheftrainer verpflichtet. Unter ihm schied der FC Barcelona hinter dem FC Bayern München (0:3, 0:3) und Benfica Lissabon (0:3, 0:0) sowie vor Dynamo Kiew (1:0, 1:0) erstmals seit 2000 in der Gruppenphase der Champions League aus und musste in der K.-o.-Phase der Europa League weiterspielen, in der man im Viertelfinale gegen Eintracht Frankfurt (1:1, 2:3) ausschied. Im Januar 2022 verpflichtete der Verein Pierre-Emerick Aubameyang, Ferran Torres und Adama Traoré; zudem war Dani Alves, der im November 2021 zurückgekehrt war, mit der Öffnung des Wintertransferfensters spielberechtigt. Zur Saison 2024/25 übernahm Hansi Flick den FC Barcelona als Nachfolger von Xavi. Er unterschrieb einen Vertrag bis zum 30. Juni 2026 und wurde nach Hennes Weisweiler und Udo Lattek der dritte deutsche Barça-Trainer. Unter ihm zeigten die Katalanen in diese Spielzeit beachtliche Leistungen und verbrachten einen Großteil der Zeit an der Tabellenspitze. Aktuell, drei Runden vor Schluss, beträgt der Vorsprung auf Rivale Real Madrid ebenso viele Punkte. Ende April 2025 sicherte sich der FC Barcelona mit dem Copa del Rey (3:2-Finalsieg über Real) den ersten Titel der Saison. Der Traum vom Triple lebte nur kurz: In der UEFA Champions League 2024/2025 arbeitete sich Barca bis ins Semifinale vor, musste sich jedoch dort gegen Inter Mailand nach einem 3:3 im Hinspiel mit 3:4 nach Verlängerung im Rückspiel geschlagen geben.

## Vereinskonzept

### Klub-Motto
Sein eigenes Motto Més que un club (Mehr als ein Verein) hat für den FC Barcelona eine vielfältige Bedeutung und spiegelt außerdem die komplexe Identität des Vereins wider. Für die Katalanen symbolisiert der Verein Heimat und Freiheit und auch die vielen ausländischen Fans sehen in Barcelona einen Verfechter der Demokratie und Solidarität.

#### Aushängeschild Kataloniens

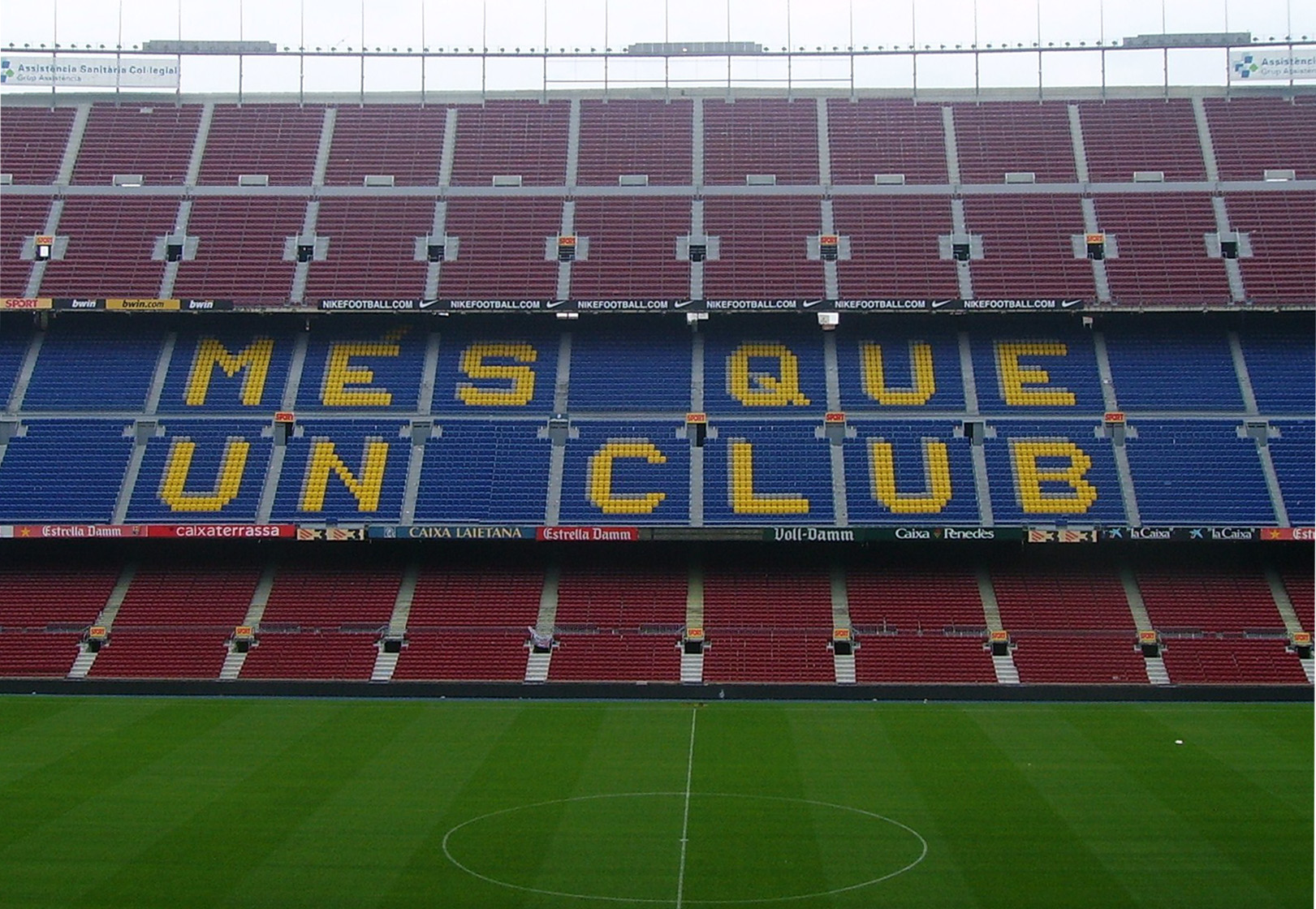
Das Klub-Motto ist ein zentrales Grundmotiv des FC Barcelona

Der FC Barcelona selbst sieht sich als „Abbild der Stadt [Barcelona] und der Region Katalonien“. Der Schöpfer des Klub-Mottos ist Ex-Präsident Narcís de Carreras, der damit in seiner Antrittsrede im Januar 1968 die soziale Bedeutung des FC Barcelona in Katalonien hervorhob. Die Ursprünge des Mottos finden sich im Jahr 1908, als Gründervater Joan Gamper den Klub vor seiner Auflösung bewahrte. Seine Begründung, warum der Verein erhalten bleiben sollte, ist bis heute Grundlage der Barça-Ideologie. Seine Intention war die Bildung eines pro-katalanischen Vereins als aktiver Repräsentant der Region Katalonien.
Beflügelt durch die Industrialisierung in den 1870ern, die die Jahrhunderte währende wirtschaftliche Vormachtstellung der Region Katalonien verstärkte, entwickelte das katalanische Volk ein zunehmend ausgeprägtes Nationalbewusstsein, das das permanente Autonomiebestreben intensivierte. Nachdem 1939 Franco an die Macht gekommen war, verlor Katalonien seinen wenige Jahre zuvor erhaltenen Autonomiestatus. Unter der Franco-Diktatur, die die katalanische Sprache und die kulturelle Tradition massiv unterdrückte, kam der Status des FC Barcelona einer „gesellschaftliche[n] Institution“ gleich. Die Heimspiele des FC Barcelona waren für die Katalanen eine der wenigen Möglichkeiten ihre „Identität als eigenes kleines Land“ zu zeigen und zu wahren. Besondere Bedeutung kam in diesen Jahren den Duellen mit Real Madrid zu, da der Hauptstadtklub als Verkörperung des spanischen Zentralstaats galt.

„Für den Klub zu sein hieß, gegen das Regime zu sein. Deshalb wird Barça immer mehr sein als nur ein Verein.“

Zur Rolle als „Verteidiger von Demokratie und Freiheit“ trug in großem Maße der Straßenbahnboykott von 1951 bei, der als Beginn des antifranquistischen Widerstands gilt. Ausgelöst durch eine Erhöhung der Straßenbahnfahrpreise boykottierte die Bevölkerung die Straßenbahnen. Am 4. März bestritt der FC Barcelona unter sintflutartigen Regenfällen ein Heimspiel gegen Racing Santander. Die Regierung betrachtete dies als gute Gelegenheit, den Widerstand der Bevölkerung zu brechen und entsandte mehrere Straßenbahnen zum Stadion des FC Barcelona. Doch wider Erwarten strömten die Barça-Fans entschlossen zu Fuß nach Hause. Bereits wenig später wurden die alten Tarife wieder eingeführt. Dies verdeutlicht, wie sehr es der Verein verstanden hatte, sich mit dem „Wesen der Stadt zu verwurzeln und zu verbinden“.
Nachdem ab Mitte der 1970er in Spanien der Demokratisierungsprozess eingesetzt und Katalonien 1978 seinen Autonomiestatus zurückerhalten hatten, war Barça unter den Präsidentschaften von Núñez und Gaspart weitestgehend entpolitisiert wurden. Erst mit der Präsidentschaft Laportas, der seit 2010 im katalanischen Parlament sitzt, rückte Barcelonas Rolle als „unbewaffnete[s] Heer Kataloniens“ wieder in den Vordergrund. Laporta machte den Klub zum „katalanischsten“ FC Barcelona aller Zeiten und versuchte den Verein für ein unabhängiges Katalonien einzusetzen.

#### Soziales Engagement
Sein Klub-Motto untermauert der Sportverein auch durch sein soziales Engagement auf der ganzen Welt. Dafür wurde 1994 die Fundació FC Barcelona gegründet, deren Ziele die Förderung von Sport und Bildung, besonders für Dritte-Welt-Kinder, sowie die Förderung Kataloniens sind. Aus diesem Grund hat die Stiftung die Projekte XICS und JES ins Leben gerufen. Beide Projekte sehen im Sport ein zentrales Mittel zur Verbesserung der Lehrbedingungen und der sozialen Integration. Durch die von der XICS (Xarxa Internacional de Centres Solidaris) angebotenen Solidaritätszentren werden etwa 10.000 Kindern aus Entwicklungsländern vor Ort außerschulische Bildung, medizinische, psychosoziale und Freizeitbetreuung sowie Zugang zu Sport- und Freizeitaktivitäten garantiert. Die JES (Jornades d’Esport Solidari) organisiert Sport- und Freizeitaktivitäten und kümmert sich um die Ausbildung von Sportlehrern.

„Wir sind mehr als ein Klub …, weil man uns mit Demokratie und der Verteidigung der Menschenrechte verbindet.“

Seit Juni 2006 verpflichtet sich der Klub zudem zur Einhaltung der Millennium-Entwicklungsziele der UNO und spendet seit der Saison 2006/07 jährlich 0,7 % seines Einkommens an das Projekt. Ein paar Monate später ging der Verein ein Kooperationsabkommen mit dem UN-Kinderhilfswerk UNICEF mit einer Laufzeit von fünf Jahren ein. Demnach unterstützt der Verein die Arbeit von UNICEF bis 2016 mit jährlich 1,5 Millionen €, um an Aids erkrankte Kinder in den Ländern der Dritten Welt zu unterstützen. Ohne dazu verpflichtet zu sein, trägt Barça während der Vertragslaufzeit das UNICEF-Logo auf seinen Trikots – ein Novum für den Verein, dessen Trikot über 107 Jahre kein Firmenname zierte. Auch mit der Weltkulturorganisation UNESCO und dem Flüchtlingshilfswerk UNHCR arbeitet der FC Barcelona zusammen und tritt gemeinsam mit den Organisationen gegen Rassismus, Doping und Gewalt sowie zur Förderung von Bildung und Unterstützung von Flüchtlingen ein. Für das Engagement wurde der Verein 2007 mit dem FIFA-Fairplay-Preis ausgezeichnet.
Zwischen 2011 und 2013 warb der FC Barcelona für die Qatar Foundation, die als gemeinnützige Organisation verschiedene Bildungsprojekte im Nahen Osten unterstützt.

### Wirtschaft

#### Geschäftsmodell

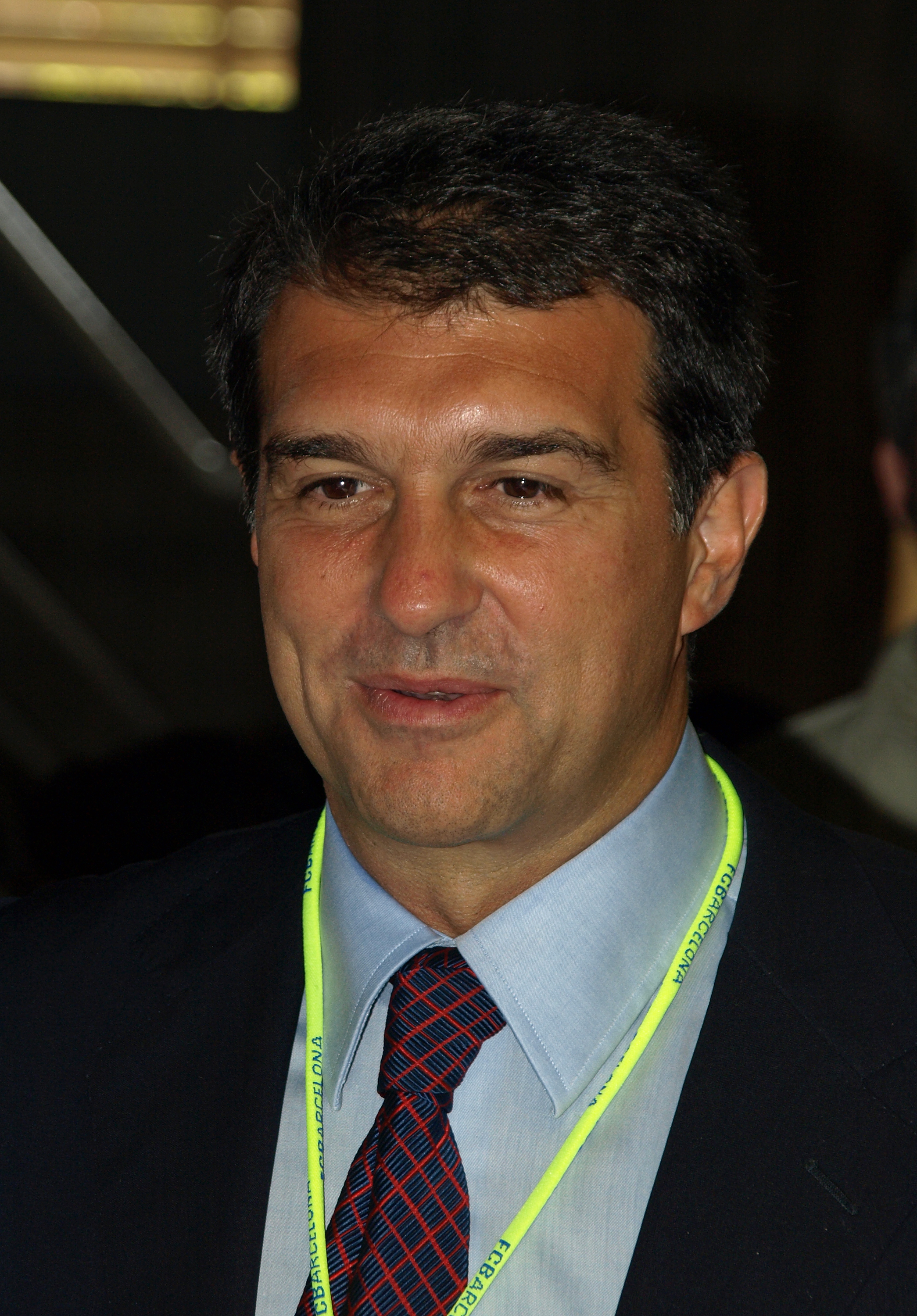
Die weltweite Vermarktung des Klubs war ein Hauptziel von Präsident Laporta

Der FC Barcelona ist anders als viele andere Spitzenklubs des Fußballs auch heute noch als gemeinnütziger Verein organisiert, statt als Kapitalgesellschaft. Somit können keine Anteile wie Aktien an Dritte veräußert werden und das Primärziel ist weiterhin das Verfolgen sportlicher Ziele, statt die Gewinnerzielung der Anteilseigner. Jegliche finanzielle Bestandsaufnahme dient in der Regel nur internen Zwecken und der Verein ist zu keiner Bekanntgabe seines Schuldenstandes verpflichtet.
Als Joan Laporta 2003 die Präsidentschaft des FC Barcelona übernahm, hatte Barcelona einen Schuldenberg von über 160 Millionen Euro angehäuft. Laporta erklärte demzufolge die wirtschaftliche Konsolidierung des Vereins zur obersten Priorität. Neben der Erhöhung der Ticketpreise und der Reduzierung der Lohnkosten sollte diese insbesondere durch Vorantreiben der weltweiten Vermarktung des Klubs gelingen. Mit einer weitläufigen Kampagne warb der Verein ab 2003 weltweit zehntausende neue Mitglieder an. Eine große Rolle kommt dabei Trikotausrüster Nike zu, mit dem eine vertragliche Vereinbarung zur weltweiten Vermarktung des Klubs besteht. Im Zeitraum von 2005 bis 2009 wurde das Trikot des FC Barcelona weltweit über eine Million Mal verkauft, es ist damit das am dritthäufigsten verkaufte Fußball-Shirt.
Zwischen 2009 und 2011 zeigten drei Studien der Universität Navarra, dass der FC Barcelona die bedeutendste Medien-Marke im Weltfußball ist. Bemerkenswert ist, dass der Klub weiterhin so stark mit Katalonien und der Stadt Barcelona verbunden ist, obwohl gleichzeitig die Anzahl der ausländischen Mitglieder immer mehr zunimmt. Erreicht wird dies durch die Ausbreitung der „Marke FC Barcelona“ auf allen fünf Kontinenten, zum Beispiel, indem das Team während der Saisonvorbereitung für den Tourismus in Katalonien, zuletzt in Asien oder den USA, wirbt.
In der Saison 2010/11 nahm der FC Barcelona 183,7 Millionen Euro an Fernsehgeldern ein, so viel wie kein anderer Verein. Dass europaweit einzig Real Madrid einen vergleichbaren Betrag aufweist, liegt an der dezentralen Vermarktung der spanischen Fernsehgelder in Verbindung mit der weltweiten Nachfrage an Übertragungen. In Spanien können die Klubs die Übertragungsrechte an ihren Heimspielen individuell mit den Medienunternehmen aushandeln, was dem FC Barcelona durchschnittliche jährliche Einnahmen von 150 Millionen Euro durch den Fernseh-Konzern Mediapro garantiert. Auch im Vermarktungsbereich generiert Barça, obwohl bis 2011 ohne Trikotsponsor, seit mehreren Jahren überdurchschnittliche Einnahmen (2010/11: 156,3 Millionen Euro). Der Vertrag mit Trikotausrüster Nike (bis 2018) bringt dem Verein ca. 30 Millionen Euro jährlich.
Im Dezember 2010 unterzeichnete der Klub aufgrund der immensen finanziellen Schwierigkeiten erstmals einen Trikotsponsorenvertrag. Durch diesen Vertrag mit Qatar Sports Investments kassierte der FC Barcelona in den ersten zweieinhalb Jahren 75 Millionen Euro. Seit der Saison 2013/14 wirbt der Verein für Qatar Airways und wird dadurch mindestens 96 Millionen Euro in drei Jahren einnehmen.
Nach der Wiederwahl des Vereinspräsidenten Bartomeu im Jahre 2015 wurde ein strategischer Plan für den Zeitraum bis 2021 bekannt gegeben. Die wirtschaftlichen Ziele sind unter anderem eine Umsatzsteigerung auf 1 Milliarde Euro pro Jahr und eine Digitalisierung der Vereinsaktivitäten.
Seit der Saison 2016/17 ist Rakuten Trikotsponsor. Der bis zum Ende der Spielzeit 2020/21 dotierte Vertrag wird dem Verein 55 Millionen Euro pro Jahr einbringen. Ab der Saison 2022/23 wird Spotify für vier Spielzeiten Trikotsponsor der Herren- und Damenmannschaft. Dies soll 60 Millionen Euro pro Jahr in die Kassen spülen. Zudem werden erstmals in der Geschichte des Vereins die Namensrechte am Camp Nou vermarktet. Ab 2022/23 wird Spotify für mindestens zwölf Saisons Namensträger des „Spotify Camp Nou“ sein. Während des vierjährigen Umbaus des Stadions zahlt Spotify angeblich fünf Millionen Euro pro Saison. Danach sollen es während acht Jahren 20 Millionen Euro pro Saison sein. Der Deal mit dem neuen Hauptsponsor wurde am 3. April 2022 an einer virtuell durchgeführten außerordentlichen Versammlung der Delegierten-Mitglieder mit 89 Prozent der Stimmen genehmigt.

#### Finanzen

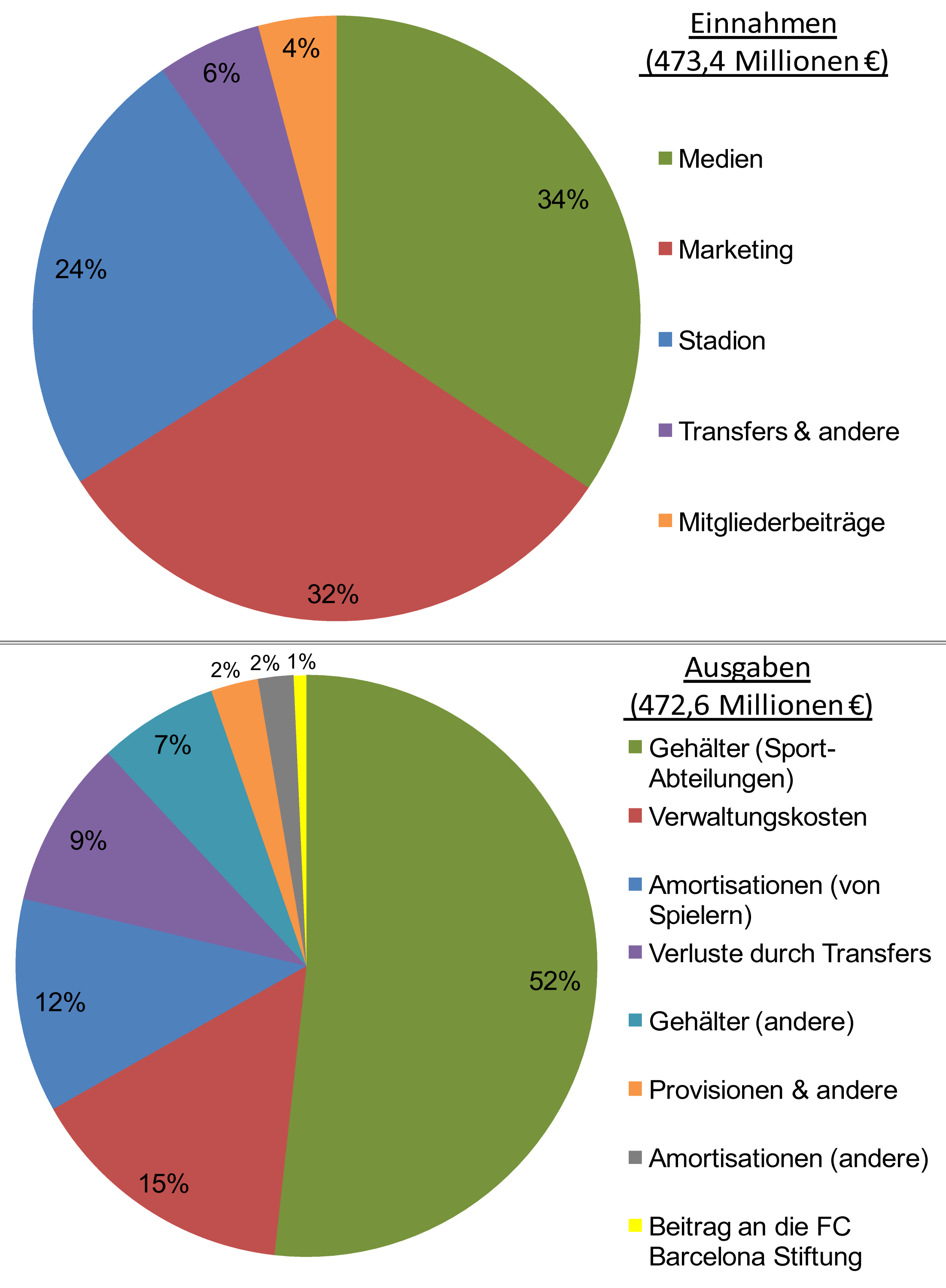
Grafische Darstellung der Einnahmen und Ausgaben in der Saison 2010/11

Mit einem Markenwert von 1,3 Milliarden $ ist der FC Barcelona der drittwertvollste Fußballverein der Welt, basierend auf Daten der Saison 2010/11. Zugleich belegte Barça mit einem Jahresumsatz von 450,7 Millionen € im angegebenen Zeitraum den zweiten Platz weltweit – hinter Real Madrid. Dies entspricht mehr als dem Doppelten im Vergleich zur Saison 2004/05. 2019 wurde der Wert des Vereins bereits auf 4 Milliarden $ geschätzt, damit stand er auf dem zweiten Platz unter den weltweit wertvollsten Fußballvereinen. Im Jahr 2021 lag der FC Barcelona gemäß Forbes auf Platz 1 der wertvollsten Fußballvereine der Welt mit einem Wert von 4,76 Milliarden Dollar.
Wie die große Mehrheit der spanischen Erstligisten ist auch der FC Barcelona verschuldet. Ein Grund für die hohe Verschuldung ist das stetig wachsende Budget des Teams, das in der Spielzeit 2011/12 eine Rekordhöhe von 494 Millionen € erreichte. Zudem zahlte im Jahr 2012 weltweit kein anderer Sportverein seinen Spielern ein größeres durchschnittliches Gesamtgehalt (8,68 Millionen $) als der FC Barcelona.
Eine unabhängige Buchprüfung, angeordnet vom neuen Präsidenten Sandro Rosell, ermittelte für die Saison 2009/10 Einnahmen von 408,9 Millionen € und Ausgaben von 477,9 Millionen € sowie einen Bruttoverlust von 83,0 Millionen €. Ex-Präsident Joan Laporta hatte einen Nettogewinn von 11 Millionen € angegeben. Dies waren nach sieben Jahren die ersten Verluste für den FC Barcelona. Als Reaktion auf den hohen Schuldenstand verkleinerte Barça seinen Kader und nahm einen Kredit in Höhe von 155 Millionen € auf. Mithilfe dieser Maßnahmen senkte der Verein bis Juni 2011 seinen Nettoschuldenstand von 431 Millionen € auf 364 Millionen €. Der Bruttoverlust in der Saison 2010/11 belief sich auf 21 Millionen €, dies waren 62 Millionen € weniger als noch im Vorjahr. Durch die sportlichen Erfolge erzielte der Verein zusätzliche 23 Millionen € Umsatz, machte jedoch bedingt durch erhöhte Prämienzahlungen 4 Millionen € weniger Gewinn als budgetiert war. In der Saison 2011/12 erwirtschaftete der Verein ein Plus von 40 Millionen €, der Brutto Schuldenstand konnte damit auf 320 Millionen € reduziert werden.
Anfang 2012 gaben Zeitungen an, dass der FC Barcelona Steuerschulden in Höhe von 48 Millionen Euro an das Finanzamt noch offen habe, der Verein selber machte keine Angaben.
In der Saison 2018/19 wurde das oben erwähnte Umsatzziel erreicht. Bei einem Umsatz von 990 Millionen Euro ergab sich ein Gewinn von 5 Millionen Euro. Seit neun Jahren ergibt sich nun eine positive Bilanz. Der akkumulierte Gesamtgewinn beläuft sich auf 213 Millionen Euro. Für die Saison 2018/19 beliefen sich die Spielergehälter auf 642 Millionen Euro. 2016/17 waren es noch 432 Millionen Euro. Insgesamt ist der Verein mit 217 Millionen Euro verschuldet.
Während der Saison 2020/21 verdichteten sich die Anzeichen, dass der Klub in finanzielle Schieflage geraten ist. Die Verbindlichkeiten per 30. Juni 2020 beliefen sich auf 1,17 Milliarden Euro. Die Saison 2019/2020 wurde mit einem Verlust nach Steuern von 97 Millionen Euro abgeschlossen. Der Umsatz sank um 14 Prozent auf 855 Millionen Euro. Diverse Medien berichteten von einem drohenden Bankrott. Aufgrund der COVID-19-Pandemie fielen die Stadioneinnahmen weg. Die Spielergehälter seien extrem hoch und für über 70 Prozent der Ausgaben verantwortlich. Der ehemaligen Klubführung um Josep Maria Bartomeu wird vorgeworfen, durch mangelhafte Transfertaktik den finanziellen Niedergang beschleunigt zu haben. Exemplarisch werden die überteuerten Zugänge von Philippe Coutinho (145 Mio.) oder Ousmane Dembélé (120 Mio.) genannt. Demgegenüber stehen die Verkäufe von Arturo Vidal (1 Mio.), Ivan Rakitić (1,5 Mio.) oder Luis Suárez (5 Mio. + 6 Mio. Boni) gegenüber, welche kaum Einkünfte generiert haben. Des Weiteren wurde Kritik am Klubaushängeschild Lionel Messi laut, dessen Vertragsdetails Anfang 2021 im Internet geleakt wurden. Er soll in den vier Saisons zwischen 2017 und 2021 erfolgsabhängig bis zu 555 Millionen Euro kassieren. Laut einem Wirtschaftswissenschaftler bringt Messi dem Klub rund 130 bis 200 Millionen Euro pro Saison ein. Zudem seien wichtige Werbeverträge des Klubs an seine Person gekoppelt. Im Mai 2021 wurde bekannt, dass der bereits stark verschuldete Verein einen Kredit im Umfang von 500 Millionen Euro von der amerikanischen Investmentbank Goldman Sachs aufnehmen wird, wobei 100 Millionen Euro sofort ausbezahlt werden um im Sommer 2021 fällige Schulden zu tilgen.

### Jugendarbeit

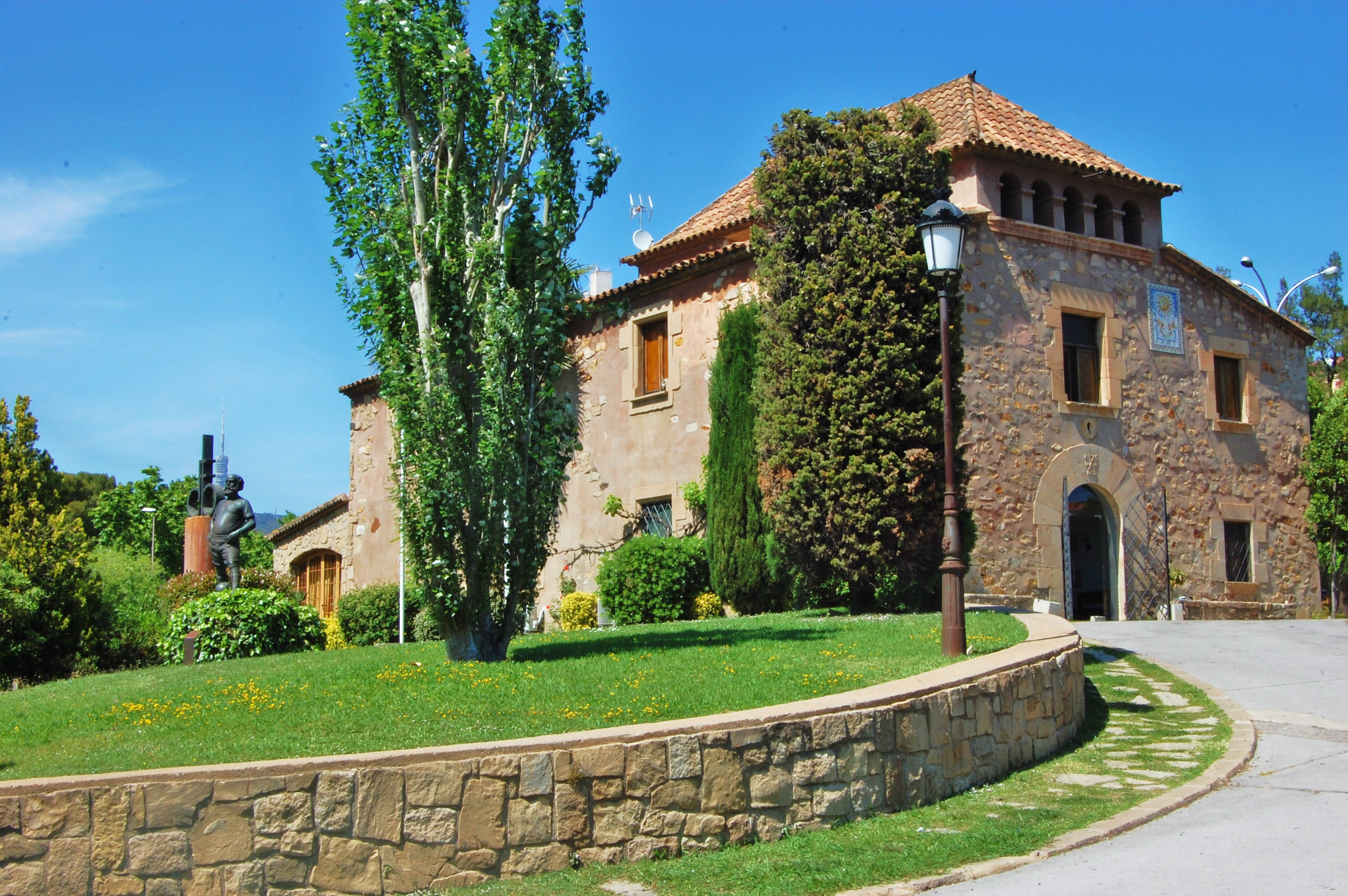
La Masia – ehemalige Jugendakademie des FC Barcelona

Die Jugendarbeit des FC Barcelona durchliefen zahlreiche spätere Nationalspieler, darunter mit Lionel Messi, Andrés Iniesta und Xavi die drei Erstplatzierten bei der Wahl zum Weltfußballer des Jahres 2010. Die Jugendarbeit des Vereins gilt als einer der Gründe für die bisherigen Erfolge der Ära Guardiola. So gewann Barça im Jahr 2009 mit sieben La-Masia-Absolventen in der Startelf das Endspiel der UEFA Champions League gegen Manchester United. In der ersten Mannschaft sollen, so das Ziel des FC Barcelona, mindestens die Hälfte der Spieler in der eigenen Jugendabteilung ausgebildet worden sein. Der niederländische Coach Johan Cruyff setzte als Erster in großem Maße auf Spieler aus der eigenen Jugend und entschied, in allen Altersklassen des Vereins dasselbe Spielsystem praktizieren zu lassen.
Die fußballerische Ausbildung ist auf präzises und schnelles Kurzpassspiel, das sogenannte Tiki-Taka, ausgelegt und weniger, wie in anderen Vereinen üblich, auf körperliches Training. Bis zum 16. Lebensjahr absolvieren die Spieler keinerlei Krafttraining oder Dauerlauf. Kraft, Ausdauer und Schnelligkeit sollen nur durch das exzessive Training mit dem Ball verbessert werden. Das schnelle Spielen auf minimalem Raum, verbunden mit dem Erlangen technischer Fähigkeiten, steht im Vordergrund.
Die Jugendakademie des FC Barcelona, La Masia, befindet sich seit Oktober 2011 in der Ciutat Esportiva Joan Gamper, dem Trainingsgelände des Vereins. Zwischen 1979 und 2011 war sie in einem katalanischen Landhaus untergebracht, das nur wenige Meter vom Camp Nou entfernt liegt. Am 14. April 2014 gewann die U19 in Nyon (Schweiz) die erste Ausgabe der UEFA Youth League gegen die U19 von Benfica Lissabon. Der Erfolg in der UEFA Youth League konnte 2017/18 mit einem Sieg gegen die U19 von Chelsea wiederholt werden.
Das Modell geriet in der Saison 2017/18 wiederholt in die Kritik, als die erste Mannschaft zum ersten Mal seit 2002 ohne einen Spieler aus der eigenen Jugendakademie in der Startelf auflief. Im November 2012 hatten in der Partie gegen Levante alle Startspieler von Barça Wurzeln in La Masia.

## Anhängerschaft

### Fans

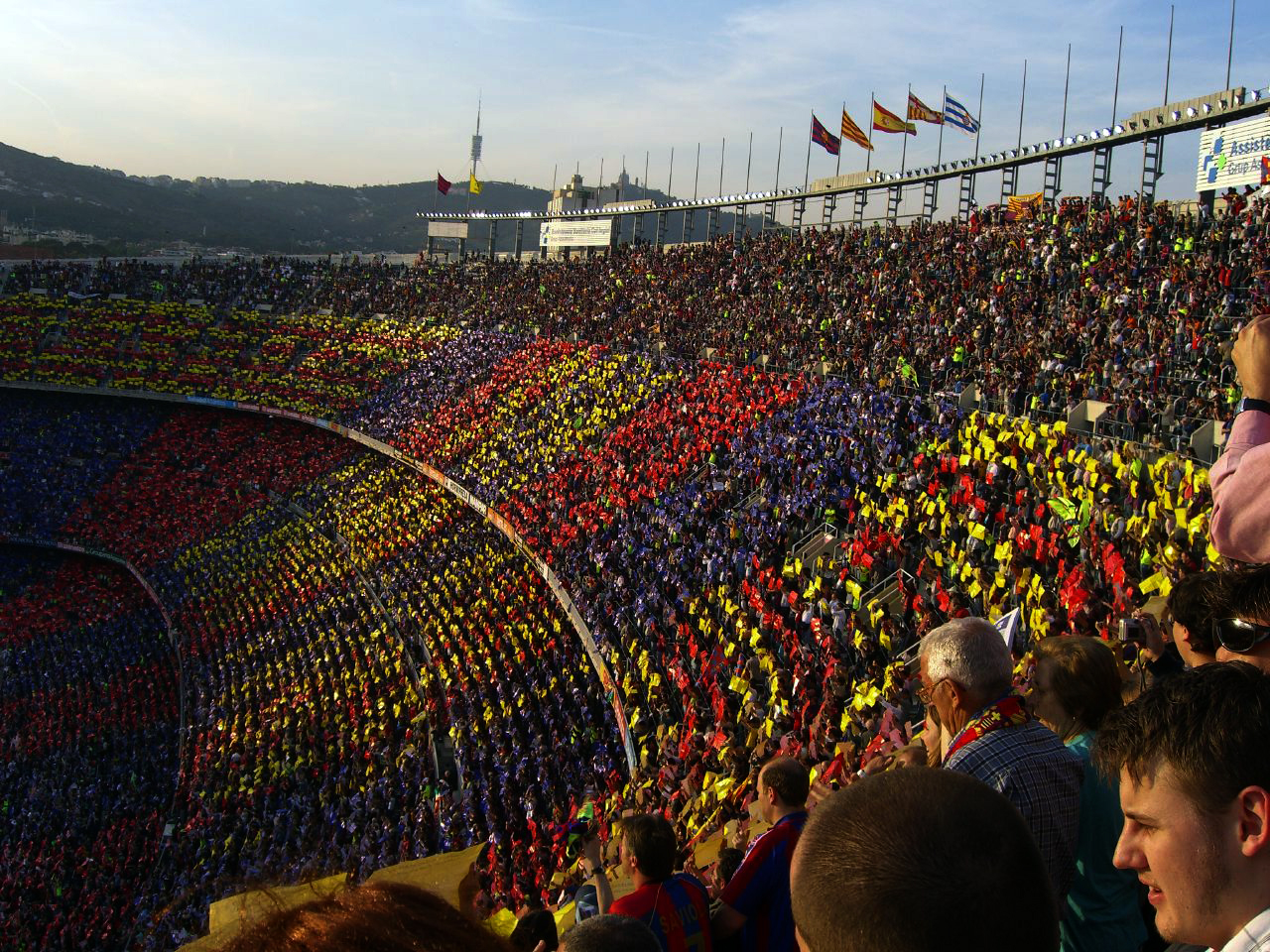
Barcelona ist der Klub mit den meisten Fans in Europa

Die Fans des FC Barcelona werden als Culers (im Spanischen Culés), abgeleitet vom katalanischen Wort cul (Arsch), bezeichnet. Diesen Spitznamen erhielten die Fans zu der Zeit, als der FC Barcelona seine Heimspiele im Fußballstadion Camp del Carrer Indústria (auch L'Escopidora) austrug. Dort saß die letzte Reihe der Zuschauer auf der das Stadion umgebenden Mauer, wodurch sich für vorbeigehende Passanten das Bild aneinandergereihter Hinterteile ergab.
Bei einer Umfrage in Spanien im Jahr 2007 gaben 25 % der Befragten an, Fan des FC Barcelona zu sein, nur Real Madrid hatte mit 32 % einen höheren Anteil. Europaweit hat Barcelona deutlich mehr Fans als Real Madrid und ist mit Abstand der Klub mit den meisten Fans, insgesamt 57,8 Millionen. Gemessen an der Anhängerzahl in Facebook rangierte der Verein im Januar 2014 mit 50 Millionen Fans vor allen anderen Sportvereinen. Während die Fans anfangs eher der Arbeiterschicht entstammten, vereint der Klub mittlerweile alle gesellschaftlichen Schichten.
Informationen über ihren Klub erhalten die Barça-Fans unter anderem von den in Spanien täglich erscheinenden Sportzeitungen Mundo Deportivo und Diario Sport, die nahezu ausschließlich über den FC Barcelona berichten. Speziell an die Fans gerichtet ist auch das seit 1999 vom FC Barcelona produzierte Barça TV, das im spanischen Pay-TV empfangbar ist. Barça TV wird in Spanisch und Katalanisch ausgestrahlt und sendet über 15 Stunden am Tag Spielübertragungen, Klub-News, die Klub-Geschichte und Hintergrundberichte. Zusätzlich stellt die seit 1997 bestehende offizielle Internetseite des Klubs täglich Informationen bereit. Diese Seite ist in neun Sprachen verfügbar: Katalanisch, Spanisch, Englisch, Arabisch, Französisch, Japanisch, Malaiisch, Portugiesisch und Chinesisch. Das auf dieser Website befindliche R@dio Barça bietet obendrein kostenlose Live-Kommentare zu den Spielen des FC Barcelona an.
Die Hymne des FC Barcelona ist El Cant del Barça. Sie wurde im Jahr 1974 anlässlich des 75. Geburtstags des Vereins geschrieben. Der in Katalanisch verfasste Text stammt von Jaume Picas und Josep Maria Espinàs, die Musik dazu komponierte Manuel Valls.

### „Socis“

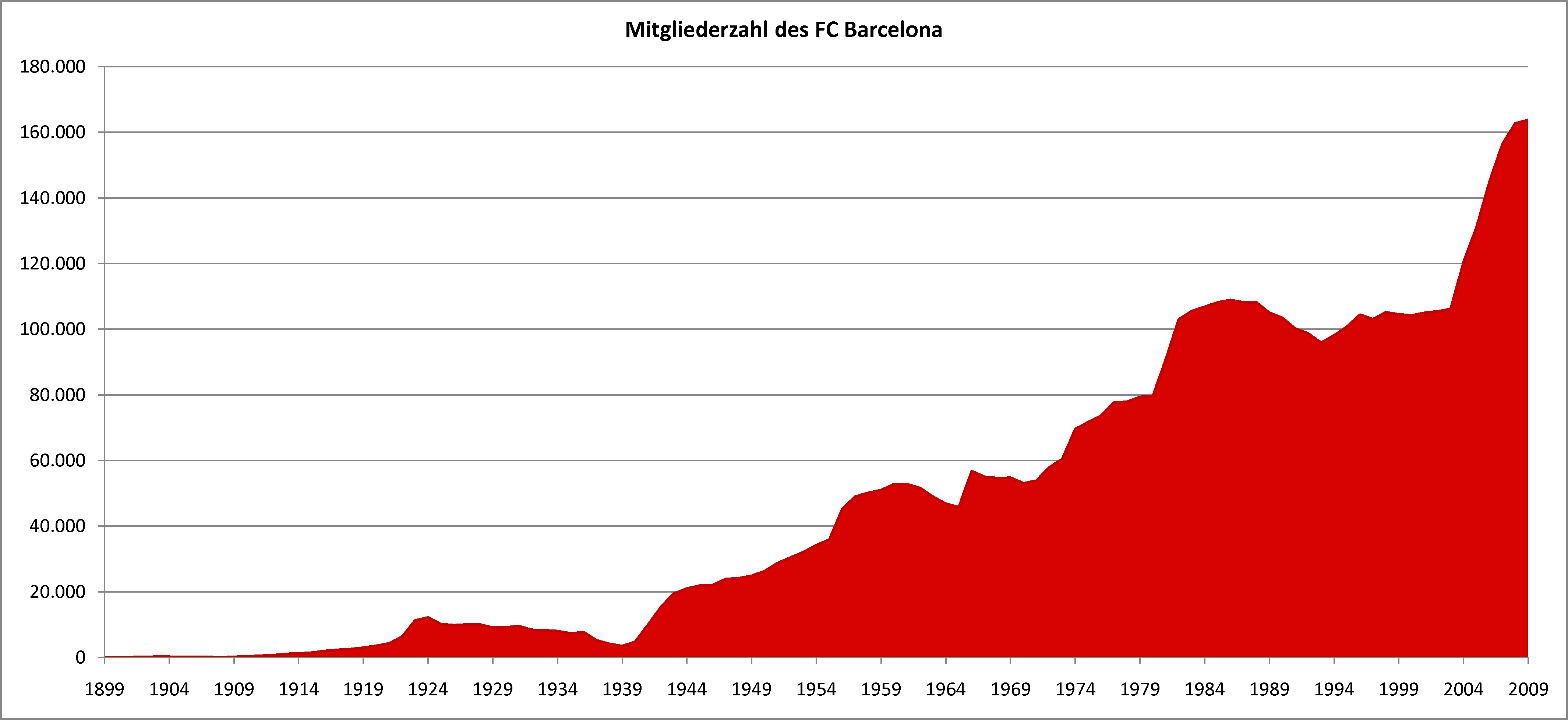
Die Mitgliederzahl des FC Barcelona seit Bestehen des Vereins

Wesentlichen Einfluss auf die Vereinspolitik haben die socis (span.: socios), die Mitglieder des FC Barcelona. So wird der Präsident des FC Barcelona durch die Stimmen der Mitglieder gewählt. Zudem ist der FC Barcelona neben Real Madrid, Athletic Bilbao und CA Osasuna einer der wenigen Vereine, der sich im Besitz seiner Mitglieder befindet.
Zwischen 2003 und 2010 stieg die Mitgliederzahl des FC Barcelona stark an, da der Verein mittels einer global angelegten Kampagne zehntausende neue Mitglieder anwarb. Durch diese Maßnahme stärkte der verschuldete Verein seine Einnahmen aus Mitgliederbeiträgen und Merchandising. Im Februar 2010 betrug die Mitgliederzahl 173.701 und Anfang des Jahres 2012 sogar 176.158. Nach diesem sprunghaften Anstieg der Mitgliederzahlen in den vorhergehenden Jahren nimmt der Verein seit dem 1. November 2010 keine neuen Mitglieder mehr auf – es sei denn, man ist mit einem Mitglied verwandt, ist unter 14 Jahre alt oder war bereits einmal Mitglied. Anfang 2013 war die Zahl auf 171.751 Mitglieder gesunken. Der FC Barcelona hat damit nach Benfica Lissabon und dem FC Bayern München die dritthöchste Anzahl an eingetragenen Vereinsmitgliedern weltweit. Zu den Mitgliedern gehören auch prominente Persönlichkeiten wie der spanische Tenor Josep Carreras; auch Johannes Paul II. war einst Mitglied.

### „Penyes“
Viele der Mitglieder sind in penyes (span.: peñas) organisiert. Auf der ganzen Welt gibt es über 1400 solcher Fanklubs, die den Verein finanziell unterstützen. In den 1940er Jahren fehlte es Barça unter der Franco-Diktatur an finanziellem und öffentlichem Rückhalt. Zu diesem Zweck bildete sich 1944 der erste Fanklub, die Penya Solera, eine Vereinigung von Anhängern und ehemaligen Spielern des Vereins. Diese Fanclubs beteiligten sich finanziell am Bau des Camp Nou, das 1957 fertiggestellt wurde. Bis heute gewährt der Klub seinen Penyes die Mitwirkung an der Vereinspolitik. Die Fanklubs werben für den FC Barcelona in ihrer heimatlichen Umgebung und bekommen als Gegenleistung vorteilhafte Angebote beispielsweise beim Ticketkauf.
Als Ultras des FC Barcelona gelten die Boixos Nois. Sie wurden 1981 von linksgerichteten katalanischen Separatisten gegründet und standen von Anfang an der Vereinsführung kritisch gegenüber. Mitte der 1980er Jahre wandelte sich die politische Ausrichtung der Gruppierung. Durch den Beitritt mehrerer Skinheads näherte er sich zunehmend dem rechten Lager an und fiel fortan durch seinen Rassismus auf. Im Jahre 1985, kurz nach der Katastrophe von Heysel, hielten deren Mitglieder während eines Spiels ein Banner mit der Aufschrift „Danke Liverpool für die Juve-Toten“ und eine Senyera, die durch ein Hakenkreuz ersetzt war, hoch. Auch mit Todesdrohungen gegen die Vereinsführung, Gewaltakte oder dem Verbrennen der spanischen Flagge machte die Gruppe Schlagzeilen. Seit 2003 haben die Boixos Nois offiziell Stadionverbot, sind aber weiterhin aktiv.

### Rivalitäten

#### Real Madrid

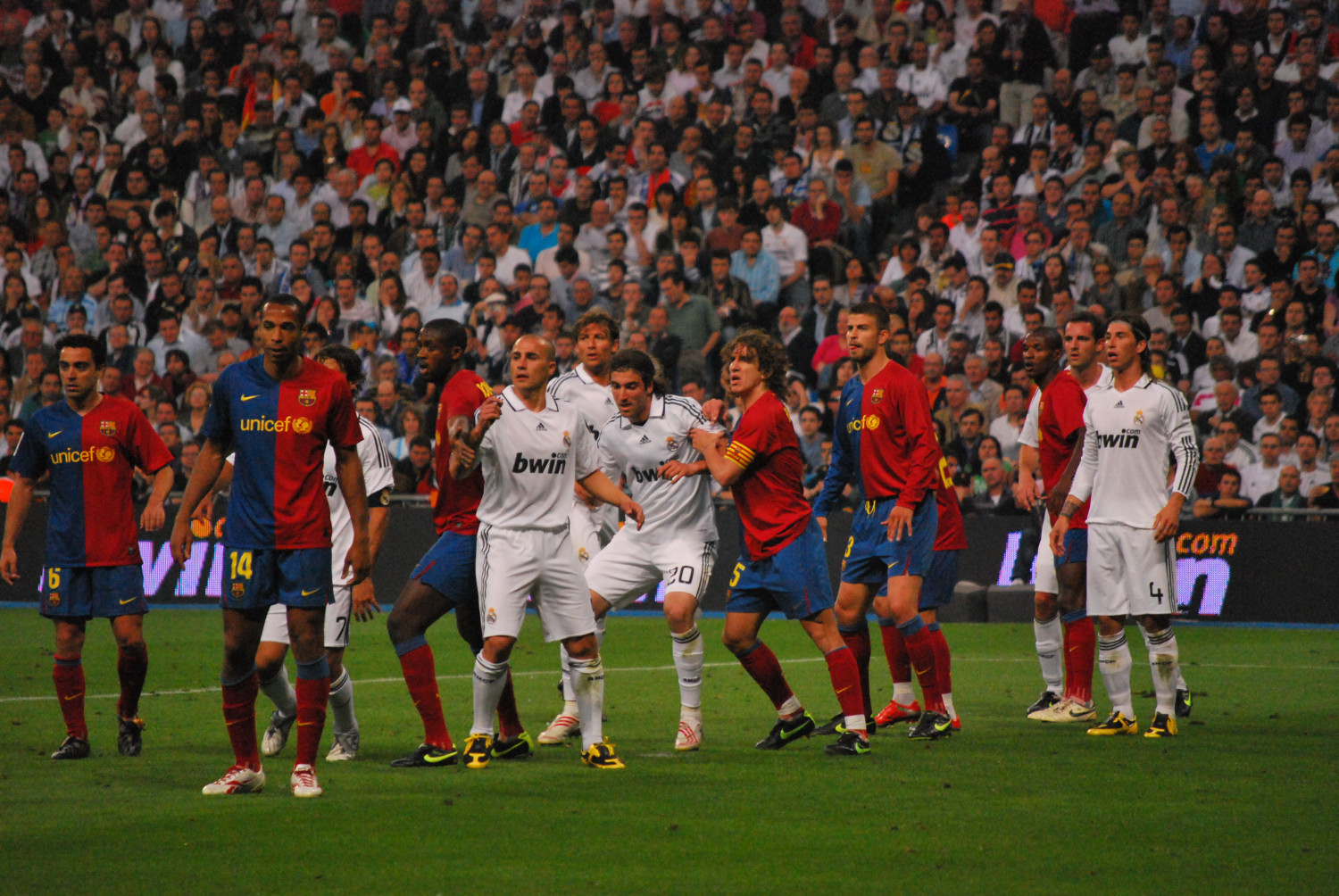
Szene aus dem Clásico in der Saison 2008/09

Wappen des Erzrivalen

Der Erzrivale des FC Barcelona ist das in der spanischen Hauptstadt ansässige Real Madrid, das mit 33 Titeln spanischer Rekordmeister ist. Das Aufeinandertreffen der erfolgreichsten Klubs aus den beiden größten Metropolen des Landes, genannt „El Clásico“, gilt als eines der bedeutendsten Duelle des Klubfußballs und erregt auch außerhalb der spanischen Grenzen großes Interesse. Beide Mannschaften wurden von Beginn an als Repräsentanten der Regionen Katalonien und Kastilien sowie der Städte Barcelona und Madrid gesehen. Das im Nordosten Spaniens gelegene Katalonien fühlt sich seit jeher unabhängig und sieht im FC Barcelona eine Möglichkeit, dies auszudrücken. Im Kontrast dazu steht Madrid, das sich ab 1920 Real (‚königlich‘) nennen durfte und damit der Staatsmacht gegenüber loyal zeigte.
Besonders unter den faschistischen Regimen der spanischen Generäle und Diktatoren Miguel Primo de Rivera (1923–1930) und Francisco Franco (1939–1975) erreichte die politische Brisanz der Partien ihren Höhepunkt. Real Madrid galt für die Barcelona-Fans zu dieser Zeit als eine Verkörperung des spanischen Zentralismus, was den separatistischen Katalanen zuwiderlief. Jeden Sieg gegen den Rivalen feierten die Fans damals auch als politischen Sieg, da Real Madrid unter der Präsidentschaft Santiago Bernabéus (1943–1978) gute Kontakte zum Franco-Regime gepflegt haben soll. Obwohl dem von Franco favorisierten Real Madrid einige Vergünstigungen gewährt wurden, gilt die Behauptung einer Verstrickung Reals mit dem Franco-Regime als umstritten. Diese Vermutung wird allerdings durch die Ereignisse des Halbfinalrückspiel in der Copa del Rey 1942/43 gestützt; das Hinspiel hatte Barça mit 3:0 gewonnen, doch nachdem die Katalanen in der Halbzeitpause des Rückspiels in ihrer Kabine von Leuten der Staatssicherheit bedroht worden waren, gab sich Barça mit 1:11 den Madrilenen geschlagen. Weiterhin kontrovers betrachtet wird der Transfer von Alfredo Di Stéfano, der beim FC Barcelona bereits einen Vertrag unterschrieben hatte, dann aber doch zu Real Madrid wechselte.
Noch heute erinnern sich viele Katalanen an den denkwürdigen 5:0-Auswärtserfolg des FC Barcelona im Clásico am 17. Februar 1974 mit einem überragenden Johan Cruyff, der bei seinem ersten Auftritt im Estadio Santiago Bernabéu an vier Toren beteiligt war. Viele sahen darin ein Symbol für den Anfang vom Ende der Diktatur Francos, der im Jahr darauf starb.
Dank der Demokratisierung des politischen Systems in den letzten Jahrzehnten, die mit der Wiederherstellung des Autonomiestatus Kataloniens einherging, nahm die politische Brisanz des Clásico zwar ab, die sportliche Rivalität blieb aber erhalten. Ab der Saison 2008/09 gewann Barça erstmals fünf Liga-Clásicos in Folge, darunter der 6:2-Erfolg im Santiago-Bernabéu-Stadion in der Saison 2008/09 und der 5:0-Heimsieg in der Saison 2010/11.

#### Espanyol Barcelona

Wappen des Lokalrivalen

Barças Lokalrivale ist das in Weiß-Blau spielende Espanyol Barcelona. Knapp ein Jahr nach dem FC Barcelona wurde Espanyol von königstreuen, ausschließlich spanischen Fußballfans gegründet und steht damit im Kontrast zu den multinationalen Gründervätern des FC Barcelona. Mit der Gründung Espanyols versuchte die Gruppe um den spanischen Studenten Ángel Rodríguez einen nationalen Gegensatz zum FC Barcelona zu schaffen, das sie als Team von Ausländern sahen. Im Jahr 1912 wurde die Rivalität weiter geschürt, als Espanyol, das von da an Real Club Deportivo Español Barcelona hieß, die königliche Patronage des spanischen Königs Alfons XIII. akzeptierte. Entsprechend befand sich Espanyols erstes Stadion, das Estadi Sarrià, in einer vornehmen Gegend Barcelonas, der FC Barcelona ließ sein erstes großes Stadion im Stadtbezirk Les Corts errichten. Als im Jahr 1918 die Bewegung für katalanische Unabhängigkeit immer größeren Zuspruch in der Bevölkerung fand, starteten einige Organisationen eine Petition für die Autonomie Kataloniens, zu deren Unterzeichnern auch der FC Barcelona gehörte. Im Gegenzug initiierten die Peña Ibérica, gewaltbereite Anhänger Espanyols, eine Petition gegen die existierenden Autonomiebestrebungen. Im Verlauf des Spanischen Bürgerkriegs traten einige dieser Espanyol-Fans der faschistischen Falange-Bewegung bei. Besonders unter der Diktatur Francos erkannte ein Großteil der katalanischen Bevölkerung, dass Espanyol eine Komplizenschaft mit dem Zentralregime einging, währenddessen Barça noch eine letzte revolutionäre Bastion darstellte.
Während das Derby früher noch als Aufeinandertreffen von Katalanismus und spanischem Nationalismus galt, ist die politische Brisanz der Partie in den letzten Jahren stark gesunken. So passte im Jahr 1995 auch der Lokalrivale seinen Vereinsnamen der katalanischen Schreibweise an. El Derbi Barceloní, wie das Aufeinandertreffen der beiden Klubs in Spanien genannt wird, ist das am häufigsten ausgetragene Lokalderby in der spanischen Liga, aber auch eines der unausgeglichensten. Seit Gründung der spanischen Liga rangierte Espanyol am Saisonende nur drei Mal vor dem FC Barcelona.

## Symbole

Vereinswappen: Georgskreuz (oben links), Katalanische Flagge (oben rechts), Vereinsinitialen (Mitte) und -farben (unten)

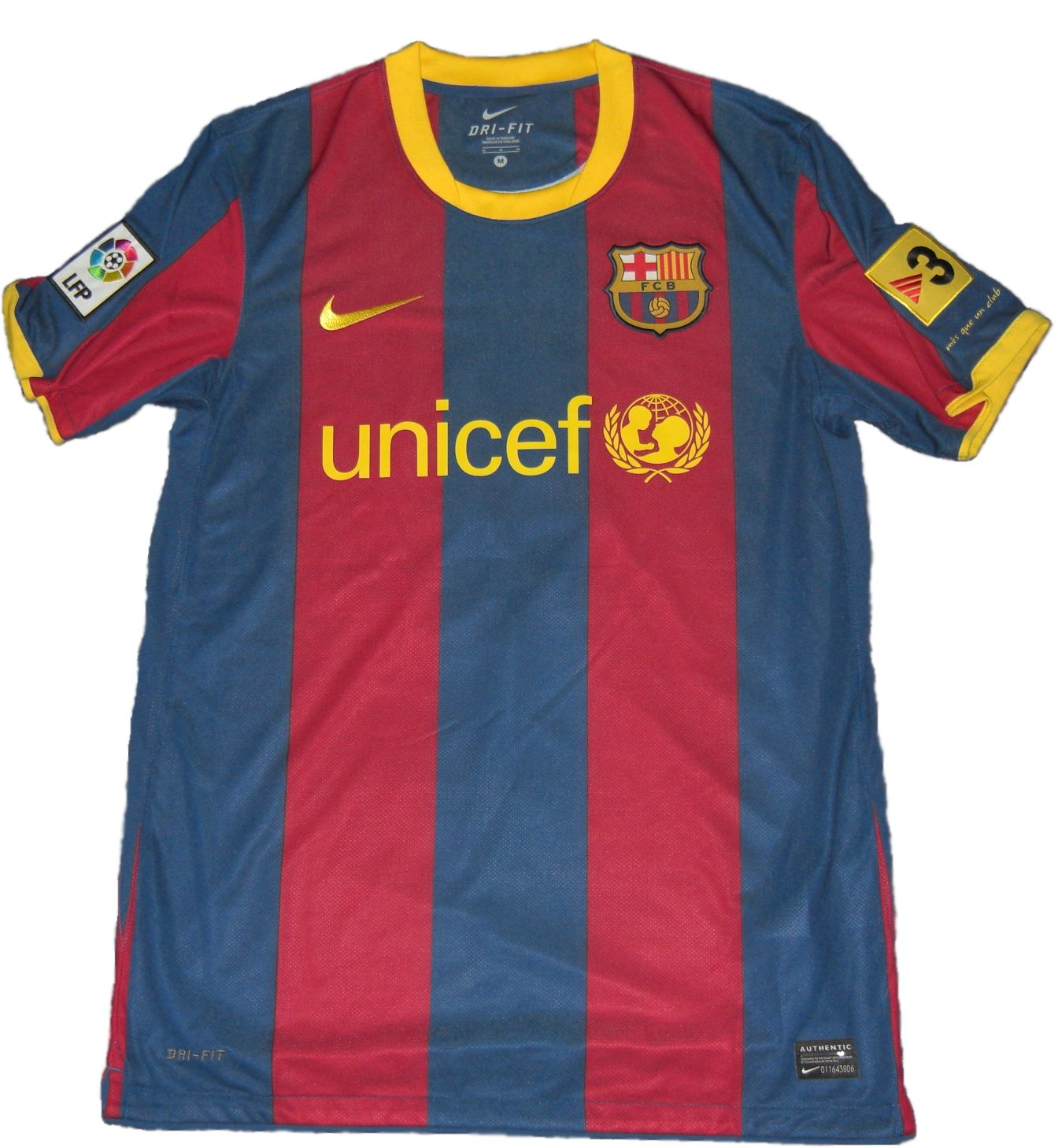
Trikot des FC Barcelona in der Saison 2010/11

### Wappen
Das erste Vereinswappen war dem Wappen der Stadt Barcelona nachempfunden. 1910 hielt der Klub einen Wettbewerb zur Gestaltung eines vereinseigenen Logos ab. Als Gewinner ging der Entwurf des damaligen Barça-Spielers Carles Comamala hervor. Damit wurde das Logo geschaffen, das der Klub bis heute, nur ein wenig verändert, trägt. Zwei Symbole aus dem ersten Wappen hielten auch im neuen schalenförmigen Design Einzug. In der linken oberen Hälfte blieb das Sankt-Georgs-Kreuz zur Ehrung des Schutzpatrons der Stadt Barcelona. St. Georg war ein christlicher Märtyrer und römischer Soldat im vierten Jahrhundert, der einer Sage nach einen Drachen getötet haben soll und während der Renaixença zur Symbolfigur Kataloniens wurde. Die Senyera, die Anordnung aus vier rot-gelben Streifen, befand sich weiterhin in der rechten oberen Hälfte und symbolisiert Katalonien und Barcelona. Dazu kamen die Klub-Initialen F.C.B. in der Mitte des Wappens sowie in der unteren Hälfte die blau-roten Vereinsfarben mit einem Ball im Zentrum.
Seit 1910 nahm der Klub nur noch kleinere, das Muster oder die Ästhetik betreffende Modifikationen vor. Die gravierendsten Änderungen waren politisch motiviert. Als 1939 der Diktator Franco an die Macht kam, war der Klub genötigt, seinen Vereinsnamen zu hispanisieren. Statt F.C.B. befand sich von da an der Schriftzug C. de F.B. und ab 1949 der Schriftzug C.F.B. auf dem Wappen. Zudem mussten zwei der vier gelb-roten Streifen in der rechten oberen Hälfte entfernt werden, um die katalanische Flagge aus dem Logo zu verbannen. Die katalanische Flagge kehrte 1949 im Zuge der 50-Jahr-Feier zurück, die Originalinitialen erst 1974. Letztmals in Bearbeitung befand sich das Wappen im Jahr 2002. Dabei wurden die Punkte und der Abstand zwischen den Initialen entfernt bzw. verkleinert. Zur leichten Reproduzierbarkeit vereinfachte und stilisierte man zudem die Linien und Kanten.

### Trikot
Die Vereinsfarben des FC Barcelona waren von Beginn an Blau und Rot. Aus diesem Grund trägt Barça den Spitznamen Azulgrana (Spanisch) oder Blaugrana (Katalanisch), der sich mit „Blau-Rot“ oder exakter mit „Blau-Karminrot“ übersetzen lässt. Ende des 19. Jahrhunderts lief der FC Barcelona erstmals mit den blau-roten Längsstreifen auf dem Trikot auf das Spielfeld. Seither änderte sich das Design des Trikots nur wenig, allein Breite, Anzahl und Farbintensität der Längsstreifen variierten von Saison zu Saison.
In der Saison 15/16 wurde das Trikot erstmals in blaue und rote Quer-, statt Längsstreifen unterteilt. 2019/20 wurde erstmals vollkommen auf das traditionelle Streifendesign verzichtet und durch abwechselnd blaue und rote Quadrate ersetzt.
Seit der Saison 2005/06 befindet sich die katalanische Flagge, die auch die Kapitänsbinde ziert, unterhalb des hinteren Kragens und am Hosenbein.
Über die Herkunft der Vereinsfarben wird heute noch diskutiert. Angeblich übernahm Klubgründer Joan Gamper die blau-roten Vereinsfarben von einem seiner Ex-Vereine, dem FC Basel oder dem FC Excelsior Zürich. Der Sohn von Barça-Gründungsmitglied Arthur Witty behauptete wiederum, dass sein Vater den Vorschlag gemacht habe, dieselben Farben wie das Rugby-Team seiner ehemaligen Schule, der Merchant Taylors’ School in Crosby zu verwenden. Es ist anzunehmen, dass keine der Theorien der Wahrheit entspricht, da zum einen schlüssige Beweise fehlen und zum anderen die gefundenen Übereinstimmungen eher zufällig sind.
2006 erhielt der Klub durch einen Kooperationsvertrag mit UNICEF seinen ersten Trikotsponsor. An UNICEF spendet der Verein seither jährlich 1,5 Millionen €. Im Dezember 2010 unterschrieb Barcelona einen Vertrag mit der Qatar Sports Investments, durch den Barcelona erstmals Geld mittels Trikotwerbung einnimmt (bis 2016 165 Millionen €). Neuer Trikotsponsor zur Saison 2011/12 wurde damit die Qatar Foundation. Das UNICEF-Logo befindet sich seither unterhalb der Rückennummer auf der Rückseite. Im Rahmen des Vertrages wirbt der Verein seit der Saison 2013/14 für Qatar Airways und damit erstmals für ein kommerzielles Unternehmen.
Am 16. November 2016 wurde bekannt, dass der Internethändler Rakuten ab der Saison 2017/18 für vier Jahre neuer Trikotsponsor des Vereins wird.

## Vereinsgelände

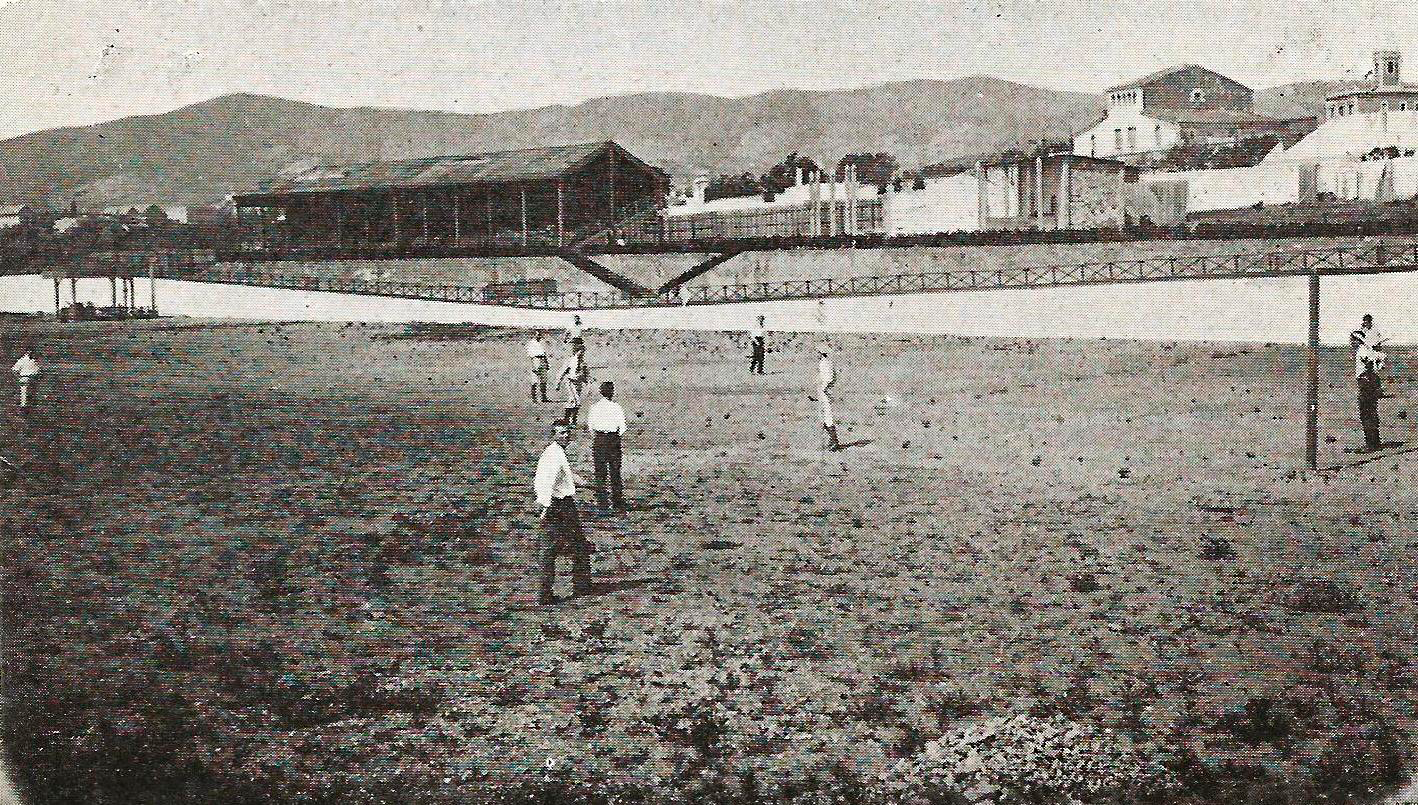
Die erste Spielstätte: das Velòdrom de la Bonanova

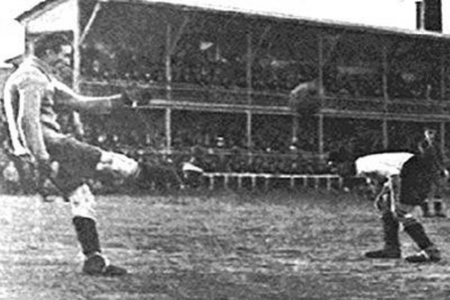
Das erste Stadion: das Camp del Carrer Indústria

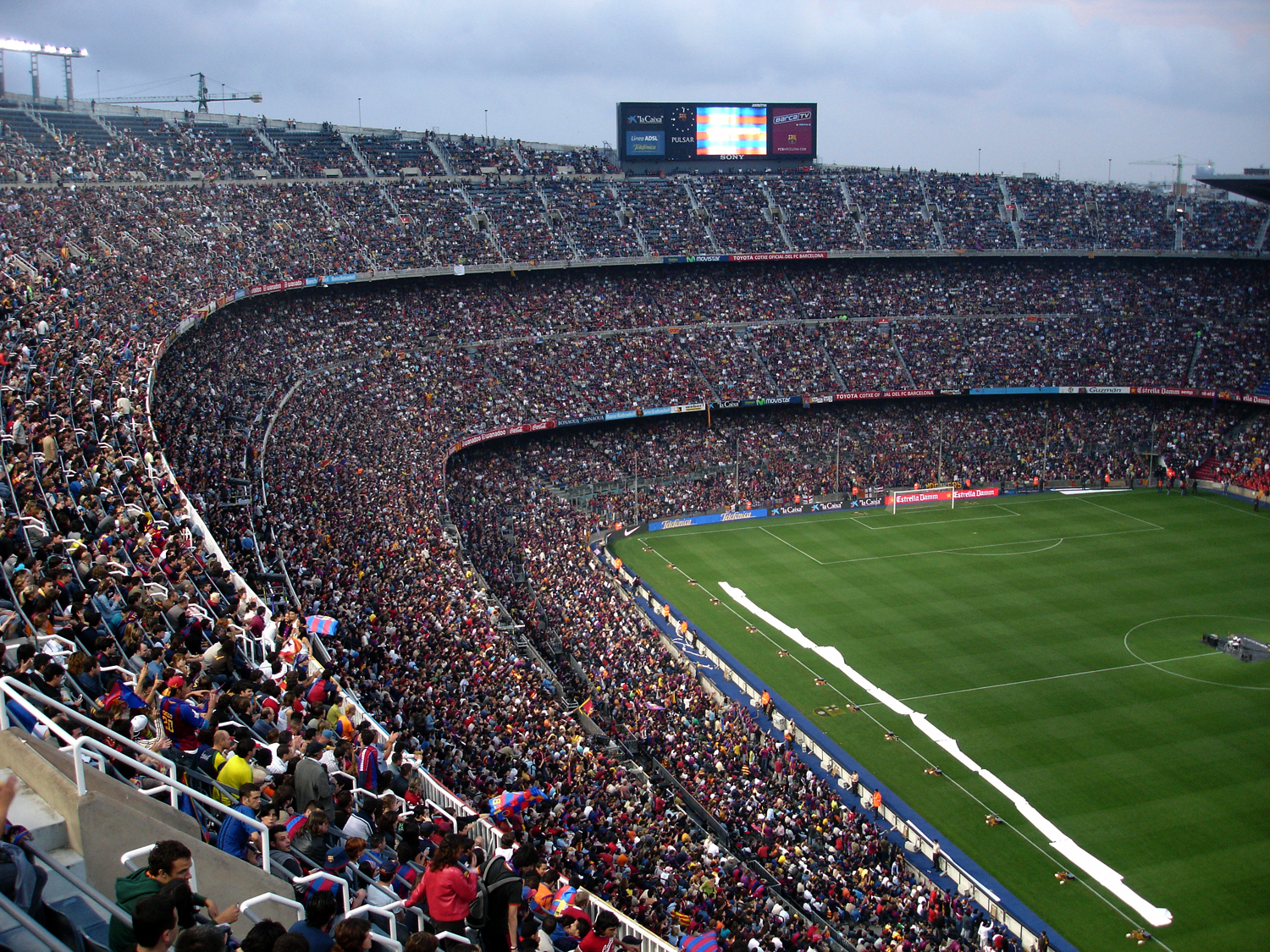
Seit 1957 das Heimstadion: das Camp Nou

Das Vereinsgelände des FC Barcelona ist im Stadtbezirk Les Corts gelegen. Im Camp Nou, dem größten Fußballstadion Europas, trägt die erste Mannschaft ihre Heimspiele aus. In das Stadion integriert ist das FC Barcelona Museum, das drittbestbesuchte Museum der Stadt. Daneben umfasst das Vereinsgelände eine Ballsporthalle (die Palau Blaugrana), das Fußballstadion der B-Mannschaft (das Mini Estadi) und eine Eishalle. Hiervon etwa fünf Kilometer entfernt befindet sich das 2006 neu eröffnete Trainingsgelände des FC Barcelona. Die Ciutat Esportiva Joan Gamper (‚Joan-Gamper-Sportstadt‘) bietet auf einem Areal von 13,7 ha Trainingsmöglichkeiten für die verschiedenen Abteilungen des Vereins. Seit Oktober 2011 beheimatet sie auch die Jugendakademie des FC Barcelona, La Masia.

### Frühere Spielstätten
Als Barcelona 1899 gegründet wurde, gab es noch keine richtigen Fußballfelder. Fußball spielte man in Barcelona zu dieser Zeit auf Straßen, unbebautem Land oder anderen Sportplätzen. Seine erste Spielstätte, das Velòdrom de la Bonanova, teilte sich der FC Barcelona mit dem FC Català. Auf diesem Platz, der mit Löchern übersät war und ein Gefälle besaß, fand am 8. Dezember 1899 das erste Spiel der Vereinsgeschichte statt. Ende 1900 mietete Barça für ein Jahr einen eigenen Heimplatz beim Hotel Casanovas. Anschließend erwarb der Verein einen Platz im Stadtbezirk Horta, den Camp de la Carretera d'Horta. Nachdem die Eigentümer von Horta im Jahr 1905 beschlossen hatten, auf diesem Platz Bürogebäude zu errichten, zog der Verein auf den Camp del Carrer Muntaner um.
1909 erhielt der Klub mit dem Camp del Carrer Indústria sein erstes Stadion. Die auch als L'Escopidora (‚Spucknapf‘) bezeichnete Arena bot 6.000 Zuschauern Platz, hatte eine zweistöckige Haupttribüne aus Holz und war das erste Stadion im Land mit künstlicher Beleuchtung. Das Eröffnungsspiel sahen Berichten zufolge knapp 2.000 Zuschauer.
Im Stadtbezirk Les Corts begannen im Februar 1922 die Bauarbeiten zu einem größeren Stadion. Drei Monate später war das Camp de Les Corts fertiggestellt. Das anfänglich 21.500 Plätze fassende Stadion erfuhr mehrere Renovierungen und Erweiterungen, sodass es schließlich bis zu 60.000 Zuschauern Platz bot. Unter der faschistischen Militärdiktatur Primo de Riveras wurde es 1925 für drei Monate geschlossen, da Barça-Fans bei einem Spiel im Les Corts die spanische Nationalhymne verhöhnt hatten.

### Camp Nou
Die nationalen Ligatitel von 1948 und 1949 und die Verpflichtung von László Kubala veranlassten die Vereinsführung, den Bau eines neuen Stadions zu planen. Langwierige Verhandlungen um den Standort des Camp Nou verzögerten bis 1954 dessen Errichtung. Nach einer Bauzeit von dreieinhalb Jahren folgte am 24. November 1957 die Einweihung des Camp Nou. Die Baukosten beliefen sich auf ca. 288 Millionen Peseten (veranschlagt waren ca. 66 Millionen). Das Fassungsvermögen variierte im Laufe der Zeit: bei der Eröffnung bot es 93.000 Zuschauern Platz, 1982 wurde diese Zahl im Zuge der in Spanien ausgerichteten WM auf 120.000 erhöht. Ende der 1990er Jahre musste das Fassungsvermögen auf knapp unter 99.000 Zuschauer reduziert werden, da neue Regeln die Stehplatzbereiche verboten. Die Kapazität in der Saison 2011/12 betrug 99.354 (bei internationalen Spielen 96.636).
Aufgrund von Umbauarbeiten fanden die Heimspiele in den Spielzeiten 2023/24 und 2024/25 im Olympiastadion Barcelona statt.

## Erfolge und Statistiken

### Erfolge
Seit Mitte des 20. Jahrhunderts gehört Barça zu den erfolgreichsten Teams Spaniens und Europas. Das spiegelt sich in den Erfolgen und Titeln wider, die der Verein in seiner Geschichte gewonnen hat.

#### Internationale Erfolge
- Europapokal der Landesmeister/Champions League (5): 1991/92, 2005/06, 2008/09, 2010/11, 2014/15
- Europapokal der Pokalsieger (4 – Rekord): 1978/79, 1981/82, 1988/89, 1996/97
- Messestädte-Pokal (3 – Rekord): 1955–58, 1958–60, 1965/66
- UEFA Super Cup (5): 1992, 1997, 2009, 2011, 2015
- Copa Latina (2 – Rekord): 1949, 1952
- Pyrenäen-Cup (4 – Rekord): 1910, 1911, 1912, 1913
- FIFA-Klub-Weltmeisterschaft (3): 2009, 2011, 2015
- Punta Cup (1): 2005

#### Nationale Erfolge
- Spanische Meisterschaft (28)[A 5]: 1929, 1944/45, 1947/48, 1948/49, 1951/52, 1952/53, 1958/59, 1959/60, 1973/74, 1984/85, 1990/91, 1991/92, 1992/93, 1993/94, 1997/98, 1998/99, 2004/05, 2005/06, 2008/09, 2009/10, 2010/11, 2012/13, 2014/15, 2015/16, 2017/18, 2018/19, 2022/23, 2024/25
- Spanischer Pokal (32 – Rekord): 1909/10, 1911/12, 1912/13, 1919/20, 1921/22, 1924/25, 1925/26, 1927/28, 1941/42, 1950/51, 1951/52, 1952/53, 1956/57, 1958/59, 1962/63, 1967/68, 1970/71, 1977/78, 1980/81, 1982/83, 1987/88, 1989/90, 1996/97, 1997/98, 2008/09, 2011/12, 2014/15, 2015/16, 2016/17, 2017/18, 2020/21, 2024/25
- Spanischer Superpokal (15 – Rekord): 1983, 1991, 1992, 1994, 1996, 2005, 2006, 2009, 2010, 2011, 2013, 2016, 2018, 2023, 2025
- Copa Eva Duarte (3 – Rekord): 1948, 1952, 1953
- Spanischer Ligapokal: (2 – Rekord): 1983, 1986

#### Regionale Erfolge
- Copa Macaya/Copa Barcelona/Katalanische Meisterschaft (23 – Rekord): 1901/02, 1902/03, 1904/05, 1908/09, 1909/10, 1910/11, 1912/13, 1915/16, 1918/19, 1919/20, 1920/21, 1921/22, 1923/24, 1924/25, 1925/26, 1926/27, 1927/28, 1929/30, 1930/31, 1931/32, 1934/35, 1935/36, 1937/38
- Copa Generalitat/Copa Catalunya (6 – Rekord): 1990/91, 1992/93, 1999/00, 2003/04, 2004/05, 2006/07
- Supercopa de Catalunya (2): 2014/15, 2017/18
- Lliga Mediterrània (1): 1937
- Lliga Catalana (1): 1937/38

#### Andere Erfolge
Bei diesen Erfolgen handelt es sich um Turniere mit Freundschaftsspielcharakter.
- Joan-Gamper-Trophäe (42 – Rekord): 1966, 1967, 1968, 1969, 1971, 1973, 1974, 1975, 1976, 1977, 1979, 1980, 1983, 1984, 1985, 1986, 1988, 1990, 1991, 1992, 1995, 1996, 1997, 1998, 1999, 2000, 2001, 2002, 2003, 2004, 2006, 2007, 2008, 2010, 2011, 2013, 2014, 2015, 2016, 2017, 2018, 2019
- Trofeo Teresa Herrera (5): 1948, 1951, 1972, 1990, 1993
- Trofeo Ramón de Carranza (3): 1961, 1962, 2005
- Copa de Oro Argentina (1): 1945

#### Individuelle Erfolge

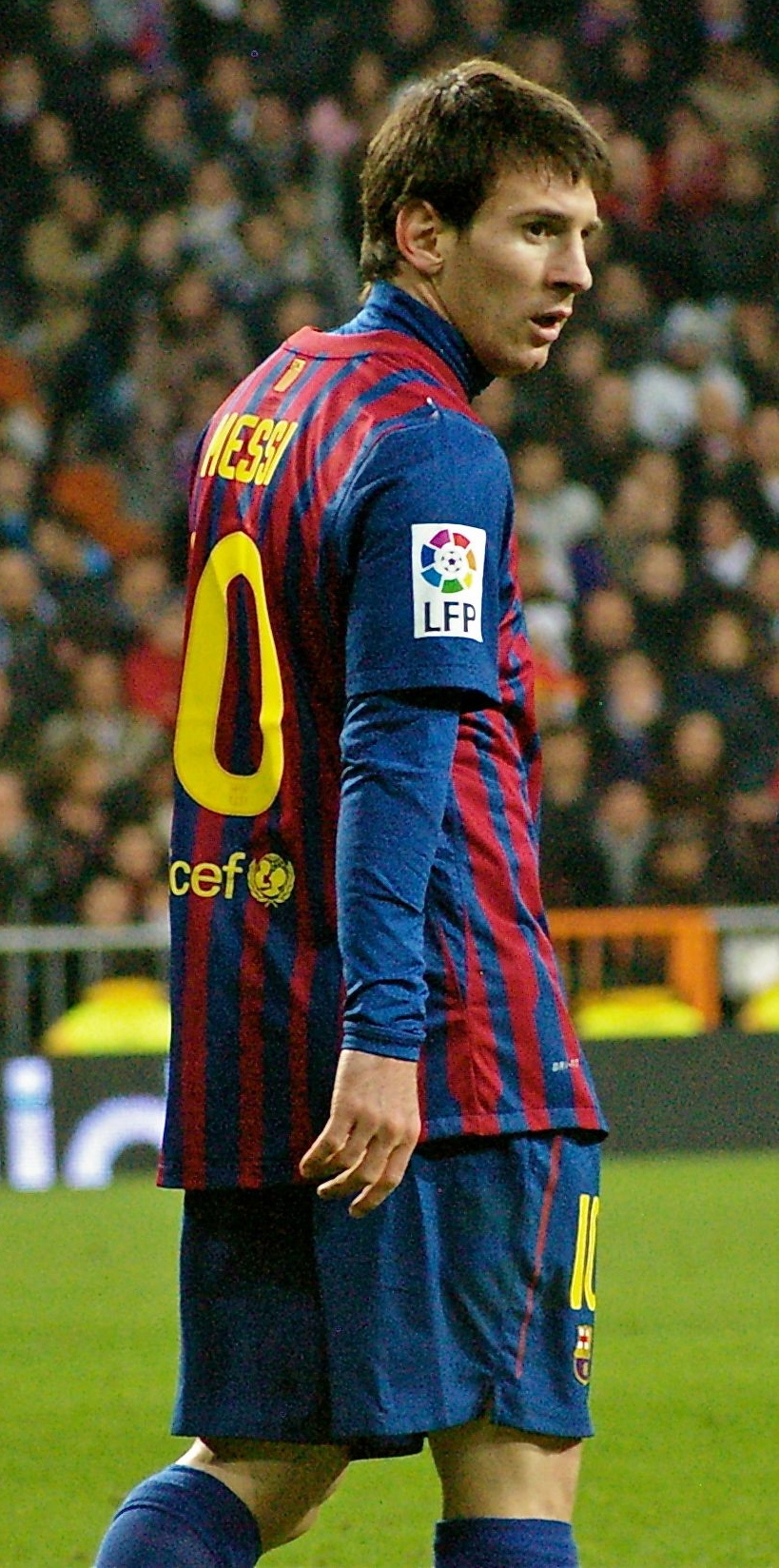
Mit Lionel Messi stellte Barcelona in der Saison 2013/14 den Torschützenkönig der spanischen Liga

- FIFA Ballon d’Or/FIFA-Weltfußballer des Jahres (10 – Rekord): Romário (1994), Ronaldo (1996), Rivaldo (1999), Ronaldinho (2004 und 2005), Lionel Messi (2009, 2010, 2011, 2012 und 2015)
- Ballon d’Or (Europas Fußballer des Jahres) (8 – Rekord)[A 6]: Luis Suárez (1960), Johan Cruyff (1973 und 1974), Christo Stoitschkow (1994), Rivaldo (1999), Ronaldinho (2005), Lionel Messi (2009, 2019)
- UEFA-Fußballer des Jahres (2): Ronaldinho (2006), Lionel Messi (2009)
- Afrikas Fußballer des Jahres (2): Samuel Eto’o (2004 und 2005)
- Goldener Schuh (8): Ronaldo (1997), Lionel Messi (2010, 2012, 2013, 2017, 2018, 2019), Luis Suárez (2016)
- Torschützenkönig der Primera División: (17): Mariano Martín (1943), César Rodríguez (1949), Cayetano Ré (1965), Carles Rexach (1971), Hans Krankl (1979), Quini (1981 und 1982), Romário (1994), Ronaldo (1997), Samuel Eto’o (2006), Lionel Messi (2010, 2012, 2013, 2017, 2018, 2019, 2020), Luis Suárez (2016)
- Torschützenkönig der UEFA Champions League: (8): Ronald Koeman (1994), Rivaldo (2000), Lionel Messi (2009, 2010, 2011, 2012, 2015, 2019)
- Trofeo Zamora (20 – Rekord): Juan Zambudio Velasco (1948), Antoni Ramallets (1952, 1956, 1957, 1959 und 1960), José Manuel Pesudo (1966), Salvador Sadurní (1969, 1974 und 1975), Miguel Reina (1973), Pedro María Artola (1978), Urruti (1984), Andoni Zubizarreta (1987), Víctor Valdés (2005, 2009, 2010, 2011 und 2012), Claudio Bravo (2015)
- FIFA/FIFPro World XI Abstellungen (42 – Rekord)

### Saisonbilanzen

Die Ligaplatzierungen des FC Barcelona seit Gründung der spanischen Liga

### Rekorde
Den Rekord für die meisten Pflichtspiele hält seit April 2021 Lionel Messi, der mit 778 Pflichtspielen für den Verein Xavi ablöste. Im Februar 2021 übertraf Messi mit seinem 506. Ligaspiel eine weitere vereinsinterne Bestmarke von Xavi, Messi absolvierte insgesamt 520 Spiele. Erfolgreichster Torschütze des Vereins ist seit März 2014 Lionel Messi mit 672 Toren in 778 Spielen, der damit den fast 90 Jahre alten Rekord des Philippiners Paulino Alcántara (369 Treffer in 357 Spielen) brach. Mit 474 Ligatreffern für den FC Barcelona ist Lionel Messi der erfolgreichste Schütze der Vereinsgeschichte und liegt damit vor César Rodríguez (190 Ligatore) und László Kubala (131). Darüber hinaus hält Messi auch den Rekord für die meisten Pflichtspiel- und Europapokaltreffer. Außerdem stellte er in der Saison 2011/12 den Vereinsrekord für die meisten Pflichtspieltore in einer Saison auf.

## Auszeichnungen
Die italienische Sportzeitung Gazzetta dello Sport wählte den Fußballklub in den Jahren 2009, 2011 und 2015 zur „Weltmannschaft des Jahres“.

## Personal

### Präsident und Management
| Position              | Name         | seit |
| --------------------- | ------------ | ---- |
| Präsident             | Joan Laporta | 2021 |
| Geschäftsführer       | Óscar Grau   | 2016 |
| Sportdirektor Fußball | Ramón Planes | 2020 |

Der Präsident des Vereins ist für die gesamte Geschäftsführung verantwortlich, einschließlich der Verpflichtung von Spieler und Personal und wird von den Vereinsmitgliedern – nach den Statuten von 2009 – für sechs Jahre gewählt. Im Falle des Rücktritts des Präsidenten ist es dem Vizepräsident gestattet, die Klubführung zu übernehmen. Bis 2014 standen dem FC Barcelona 39 Präsidenten, vier Kommissionen und ein toter Präsident vor. Die Mehrzahl der 39 Präsidenten waren Katalanen.

### Trainerstab
| Funktion       | Nat.                 | Name                    | Geburtstag (Alter) | Funktion seit |
| -------------- | -------------------- | ----------------------- | ------------------ | ------------- |
| Cheftrainer    | Deutschland          | Hansi Flick             | 24. Feb. 1965 (60) | 2024          |
| Co-Trainer     | Deutschland          | Marcus Sorg             | 24. Dez. 1965 (59) | 2024          |
| Co-Trainer     | Deutschland          | Heiko Westermann        | 11. Aug. 1983 (42) | 2024          |
| Torwarttrainer | Deutschland Kroatien | Toni Tapalović          | 10. Okt. 1980 (44) | 2024          |
| Torwarttrainer | Spanien              | José Ramón de la Fuente | 22. Dez. 1970 (54) | 2012          |

Nachdem bis 1917 der Trainerposten vom Mannschaftskapitän ausgeführt worden war, hatte der Klub seither 53 Trainer, davon spielten 25 früher selbst für den Verein.

### Aktueller Kader 2024/25
Kapitän der Mannschaft ist Marc-André ter Stegen. Seine Vertreter sind der Reihe nach Ronald Araujo, Frenkie de Jong, Raphinha und Pedri.
| Pos.       | Nr. | Nat.        | Name                  | Geburtstag         | im Verein seit | Vertrag bis | Ausstiegsklausel |
| ---------- | --- | ----------- | --------------------- | ------------------ | -------------- | ----------- | ---------------- |
| Tor        | 01  | Deutschland | Marc-André ter Stegen | 30. Apr. 1992 (33) | 2014           | 2028        | 500 Mio. €       |
| Tor        | 13  | Spanien     | Iñaki Peña            | 2. März 1999 (26)  | 2012           | 2026        |                  |
| Tor        | 25  | Polen       | Wojciech Szczęsny     | 18. Apr. 1990 (35) | 2024           | 2025        |                  |
| Abwehr     | 02  | Spanien     | Pau Cubarsí           | 22. Jan. 2007 (18) | 2018           | 2029        |                  |
| Abwehr     | 03  | Spanien     | Alejandro Balde       | 18. Okt. 2003 (21) | 2011           | 2028        | 500 Mio. €       |
| Abwehr     | 04  | Uruguay     | Ronald Araújo         | 7. März 1999 (26)  | 2018           | 2031        | 1 Mrd. €         |
| Abwehr     | 05  | Spanien     | Iñigo Martínez        | 17. Mai 1991 (34)  | 2023           | 2026        | 400 Mio. €       |
| Abwehr     | 15  | Danemark    | Andreas Christensen   | 10. Apr. 1996 (29) | 2022           | 2026        | 500 Mio. €       |
| Abwehr     | 23  | Frankreich  | Jules Koundé          | 12. Nov. 1998 (26) | 2022           | 2027        | 1 Mrd. €         |
| Abwehr     | 24  | Spanien     | Eric García           | 9. Jan. 2001 (24)  | 2021           | 2026        | 400 Mio. €       |
| Abwehr     | 32  | Spanien     | Héctor Fort 2/ U19    | 2. Aug. 2006 (19)  |                | 2026        |                  |
| Abwehr     | 35  | Spanien     | Gerard Martín 2       | 26. Feb. 2002 (23) | 2023           | 2028        |                  |
| Abwehr     | 36  | Spanien     | Sergi Domínguez 2     | 1. Apr. 2005 (20)  |                | 2027        |                  |
| Abwehr     | 39  | Spanien     | Andrés Cuenca 2/ U19  | 11. Juni 2007 (18) | 2019           | 2026        |                  |
| Mittelfeld | 06  | Spanien     | Gavi                  | 5. Aug. 2004 (21)  | 2015           | 2030        | 1 Mrd. €         |
| Mittelfeld | 08  | Spanien     | Pedri                 | 25. Nov. 2002 (23) | 2020           | 2030        | 1 Mrd. €         |
| Mittelfeld | 14  | Spanien     | Pablo Torre           | 3. Apr. 2003 (22)  | 2022           | 2026        | 100 Mio. €       |
| Mittelfeld | 16  | Spanien     | Fermín López          | 11. Mai 2003 (22)  | 2016           | 2029        | 400 Mio. €       |
| Mittelfeld | 17  | Spanien     | Marc Casadó           | 14. Sep. 2003 (21) | 2016           | 2028        |                  |
| Mittelfeld | 20  | Spanien     | Dani Olmo             | 7. Mai 1998 (27)   | 2024           | 2030        | 500 Mio. €       |
| Mittelfeld | 21  | Niederlande | Frenkie de Jong       | 12. Mai 1997 (28)  | 2019           | 2026        | 400 Mio. €       |
| Mittelfeld | 28  | Spanien     | Marc Bernal U19       | 26. Mai 2007 (18)  |                | 2026        | 500 Mio. €       |
| Sturm      | 07  | Spanien     | Ferran Torres         | 29. Feb. 2000 (25) | 2022           | 2027        | 1 Mrd. €         |
| Sturm      | 09  | Polen       | Robert Lewandowski    | 21. Aug. 1988 (36) | 2022           | 2026        | 500 Mio. €       |
| Sturm      | 10  | Spanien     | Ansu Fati             | 31. Okt. 2002 (22) | 2012           | 2027        | 1 Mrd. €         |
| Sturm      | 11  | Brasilien   | Raphinha              | 14. Dez. 1996 (28) | 2022           | 2027        | 1 Mrd. €         |
| Sturm      | 18  | Spanien     | Pau Víctor            | 26. Nov. 2001 (23) | 2023           | 2029        |                  |
| Sturm      | 19  | Spanien     | Lamine Yamal          | 13. Juli 2007 (18) | 2012           | 2026        | 1 Mrd. €         |

Stand: 26. September 2024

## FC Barcelona Atlètic
FC Barcelona Atlètic, 1991–2008 und 2010–2022 FC Barcelona B, ist die zweite Mannschaft des FC Barcelona und spielt seit der Saison 2016/17 in der zweiten spanischen Liga, der Segunda División. Seit 1982 bestreitet sie ihre Heimspiele im 15.276 Zuschauer fassenden Mini Estadi.
Die Mannschaft ging 1970 aus der Fusion zweier Reserveteams des FC Barcelona hervor. Als Vorläufer der Mannschaft gilt das 1934 gegründete CD Condal. Seit ihrem Bestehen gehörte die Mannschaft in nahezu der Hälfte aller Saisons der zweiten spanischen Liga an. Aus dieser stieg das Team in der Saison 1998/99 letztmals in die dritte spanische Liga ab. Nach acht Jahren in dieser Spielklasse folgte 2007 ein weiterer Abstieg in die Tercera División. Unter Trainer Pep Guardiola gelang dem Team in der Saison 2007/08 der sofortige Wiederaufstieg, zwei Jahre später führte sein Nachfolger Luis Enrique die Mannschaft wieder in die zweithöchste spanische Spielklasse. Dort belegte sie in der Saison 2010/11 und 2013/14 Platz drei, die beste Platzierung der Vereinsgeschichte. Nach dem Abstieg in der Saison 2014/15 in die drittklassigen Segunda División B wurde in der Saison 2016/17 der Aufstieg in die zweitklassige Segunda División geschafft. Trainer ist seit Sommer 2015 Gerard López.

## FC Barcelona Frauen
Im Jahr 2002 nahm der FC Barcelona die Frauenmannschaft Club Femení Barcelona, die seit dem Jahr 1970 bestand und jahrzehntelang mit dem Verein assoziiert wurde, als Teil der Vereinsstruktur auf und benannte sie in FC Barcelona Femení um. Nach mehreren Abstiegskämpfen gewann der Verein 2011 seinen ersten Meistertitel in der obersten Spielklasse Spaniens, der Liga F. Seitdem hat sich Barcelona zum erfolgreichsten spanischen Team im Frauenfußball entwickelt und ist Rekordhalter in allen nationalen Wettbewerben (acht Meisterschaften, neun Pokalsiege, drei Supercup-Titel).
Mit dem Gewinn der UEFA Women’s Champions League (2020/21 und 2022/23) ist der FC Barcelona der erste Verein, der sowohl mit seiner Männer- als auch mit seiner Frauenmannschaft einen Champions-League-Titel gewann, und schaffte zugleich als erste spanische Frauenmannschaft ein kontinentales Triple. Damit war der FC Barcelona auch der erste Verein, der das kontinentale Triple sowohl im Männer- als auch im Frauenfußball gewann.

## Andere Sportabteilungen
Im September 1915 richtete der bis zu diesem Zeitpunkt reine Fußballklub Barcelona seine eigene Leichtathletik-Sektion ein. Über die Jahre hinweg gründete der Sportverein weitere Sportabteilungen und umfasst in der 2011/12 neben Fußball zwölf weitere Sportarten. Weitere Profi-Abteilungen besitzt der Verein in den Sportarten Handball, Basketball, Rollhockey und Futsal. Die einzelnen Sportsektionen sind in bis zu 18 verschiedene Altersklassen und Teams unterteilt.

### Handball

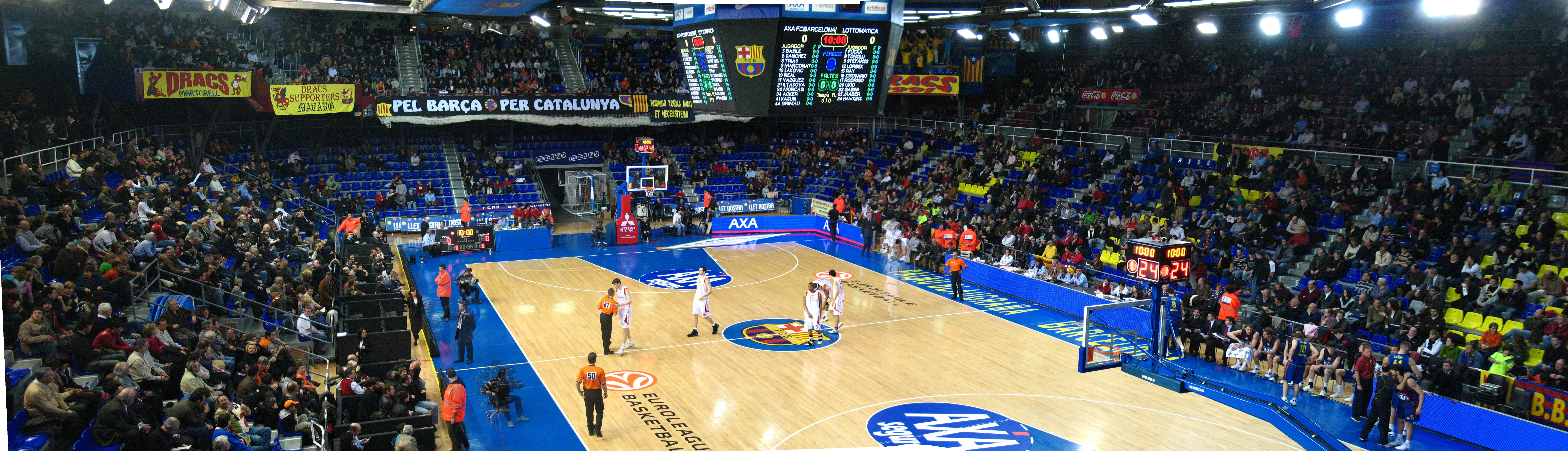
Die Handball-, Basketball-, Rollhockey- und Futsalabteilung tragen ihre Heimspiele im Palau Blaugrana aus

Am 29. November 1942 gründete der FC Barcelona seine Handballabteilung. Die Mannschaft gewann in ihren ersten neun Jahren des Bestehens fünf Mal die spanische Meisterschaft. Zu dieser Zeit wurde Handball noch nach den Regeln des Feldhandball gespielt, erst ab den 1950ern trug der FC Barcelona seine Spiele in der Halle aus. Weitere Erfolge blieben bis zum Gewinn des spanischen Pokals im Jahr 1969 aus, auch in den 70ern waren vornehmlich andere Klubs erfolgreicher. Doch der 1983 zum Trainer ernannte Valero Rivera formte aus der Mannschaft ein europäisches Spitzenteam. Während seiner 21-jährigen Amtszeit dominierte das Team den spanischen Handball und ging sowohl zwischen 1987 und 1992 als auch zwischen 1995 und 2000 fünf Mal in Folge als Sieger der spanischen Meisterschaft hervor. Dazu kamen neun Titel im spanischen Pokal bis zur Jahrtausendwende. Auch auf europäischer Ebene war Barcelona in der Rivera-Ära überaus erfolgreich und gewann sechs Mal die EHF Champions League sowie fünf Mal den Europapokal der Pokalsieger. Letztmals triumphierte der FC Barcelona 2024 in der Champions League und ist mit zwölf Titeln weiterhin die erfolgreichste europäische Handballmannschaft.

### Futsal
Die Futsal Abteilung des FC Barcelona ist eine der besten in Europa. Mit drei Gewonnen UEFA Champions-League Titeln steht man auf Platz der siegreichsten Mannschaften in Europa, direkt hinter dem Liga Konkurrenten Inter Movistar. Der letzte Champions League Titel wurde in der Saison 2019/20, im heimischen Palau Blaugrana, gewonnen werden. Auch in der Saison 2020/21 stand man wieder im Finale, in welchem man sich Sporting Lissabon im Dvorana Krešimira Ćosića geschlagen geben musste. Im Futsal-Weltpokal der FIFA konnte man einmal den vierten und zweimal den dritten Platz erreichen, zuletzt erreichte man 2018 den dritten und 2019 den vierten Platz. Auf nationaler Ebene konnte man die División de Honor de Fútbol Sala zuletzt 2021 gewinnen und ist die dritt erfolgreichste Mannschaft in der höchsten spanischen Futsal-Liga.

### Basketball
Die Basketballsparte wurde am 24. August 1926 ins Leben gerufen. Erste nationale Erfolge verzeichnete das Team in den 40er Jahren mit dem sechsmaligen Gewinn der Copa del Rey. 1961 wurde die Abteilung aus wirtschaftlichen Gründen aufgelöst, aber nach Fankampagnen bereits ein Jahr später wieder gegründet. Die darauffolgenden Jahre stand die Mannschaft meist im Schatten von Real Madrid und blieb bis 1978 titellos. In den 80ern begann für das Team einer der erfolgreichsten Abschnitte, in der das Team sechs Mal die spanische Meisterschaft gewann. Auch in den 1990er Jahren zählte die Mannschaft zu den besten spanischen Teams und wurde vier Mal spanischer Meister. Im neuen Jahrtausend etablierte sich Regal FC Barcelona endgültig als europäische Spitzenmannschaft und gewann erstmals 2003 sowie 2010 den bedeutendsten europäischen Basketballvereinspokal, die EuroLeague.

### Weitere Abteilungen
Siehe auch: FC Barcelona (Rollhockey) und FC Barcelona (Eishockey)
Im Rollhockey-Sport stellt Barcelona seit 1942 eine eigene Mannschaft, die mit 19 Titeln in der Euroliga als die erfolgreichste Europas gilt.
Auf Amateur-Niveau unterhält der FC Barcelona Sparten in der Leichtathletik, Rugby, Baseball, Volleyball, Rollstuhlbasketball, Hockey, Eishockey und Eiskunstlauf. Die Rugby-Mannschaft gewann in den Jahren 1953 und 1954 seine beiden einzigen spanischen Ligatitel. Auch im Baseball und im Eishockey lassen sich fünf bzw. drei nationale Meisterschaften verzeichnen. In der Trophäensammlung der Leichtathletik-Abteilung befinden sich zwei olympische Bronzemedaillen von José Manuel Abascal 1984 und Javier García 1992.
Der FC Barcelona hat zudem in den letzten Jahren vermehrt Abteilungen für Frauen geschaffen. So gehören dem Verein Frauenabteilungen im Fußball, in der Leichtathletik, im Hockey, im Eiskunstlauf sowie zwei angegliederte Abteilungen im Basketball und im Volleyball an.